# 가장 많은 음반을 판 음악가 목록
가장 많은 음반을 판 음악가 목록으로, 7,500만 장부터 그 이상의 판매량을 확인 가능하고, 신뢰할 수 있는 출처를 기반으로 작성했으나, 공식적으로 기재는 불가능하다.
영문 위키피디아 원본 문서에도 설명하다시피, 글로벌 음반 판매량을 공식적으로 기록한 기관이 없으므로, 이 문서 또한 참고 자료일뿐, 공식적인 인증 자료는 아니다. 위키백과 자료 설명 글에 "글로벌 음반 판매량을 기록한 기관이 없기 때문에 이 정보는 공식적으로 기재할 수 없습니다."라고 언급되었다.
그리고 해당 문서의 판매량 기록은 순수 음반 판매량을 기준으로 하지 않는다. 실물 및 디지털 구매를 불문한 앨범, 싱글, 컴필레이션 판매량뿐만 아니라, 뮤직비디오 DVD, 뮤직비디오 스트리밍, 싱글 다운로드와 스트리밍까지 합친 값이다. 목록의 순서는 알려진 판매량이 높은 순서대로이며, 알려진 판매량이 같은 경우 총 공식 인증량이 클 수록 상단이다.
현재 기준으로, 비틀즈는 가장 많은 음반 판매량을 보유하고 있는 음악가로, 제일 상단에 위치해 있다. 비틀즈는 가장 많은 음반 판매로 기네스북에 등재되어 있기도 하다. 마이클 잭슨는 솔로 음악가로는 가장 높은 판매량을 보유하고 있으며, 가장 많은 판매량을 보인 음악가 목록에서 두 번째이다.
목록에 포함된 모든 음악가들은 알려진 판매량의 최소 20%는 음반 판매량 인증 수치로 확인할 수 있어야 한다. 이러한 이유로 클리프 리처드, 다이애나 로스, 모던 토킹, 샤를 아즈나부르, 빙 크로스비, 나나 무스쿠리, 딥 퍼플, 아이언 메이든, 톰 존스, 잭슨 5, 디온 워릭, 앤드루스 시스터즈, 루치아노 파바로티, 돌리 파튼, 오지 오스본, 엔리케 이글레시아스는 목록에 포함되지 않았다. 리한나, 테일러 스위프트, 플로 라이다, 케이티 페리, 레이디 가가, 아델, 저스틴 비버, 브루노 마스 등 디지털 판매량이 대부분인 가수는 알려진 판매량의 최소 75%는 음반 판매량 인증을 통해 확인할 수 있어야 한다.
해당 위키피디아 문서와 같이 실시간으로 알아보길 원한다면, 전문업계와 논문 등에 인용된다는 국제 음반 산업 협회(IFPI, International Federation of the Phonographic Industry) 에서 측정한 수치를 확인하길 바란다. 오직 음반 판매량을 기준으로 잡은 수치다. 2024년 1분기 기준으로 상위 3인은 비틀즈, 엘비스 프레슬리, 마이클 잭슨 그리고 이하는 해당 문서와 같다.

## 음악가의 알려진 판매량

### 2억 5,000만 이상

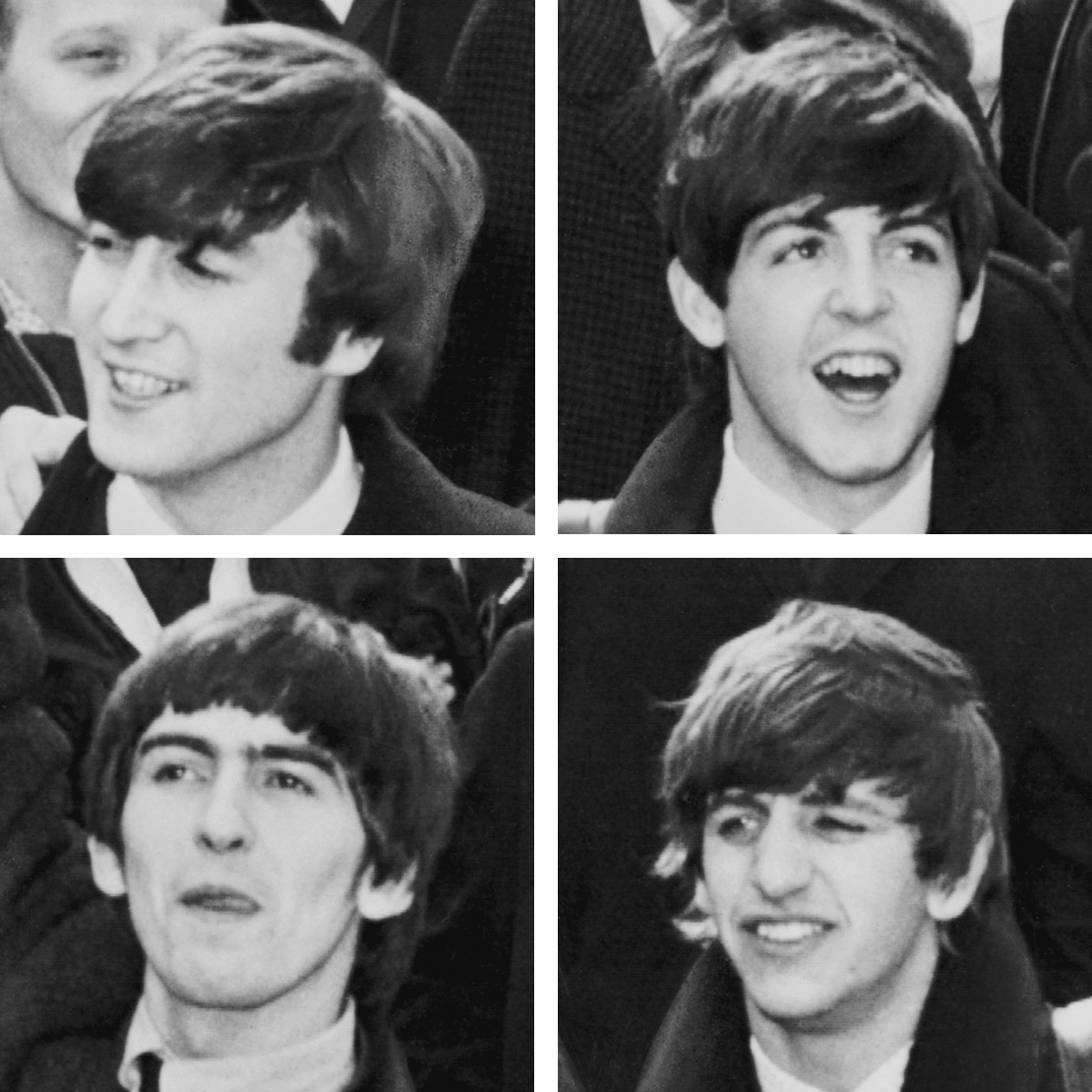
비틀즈
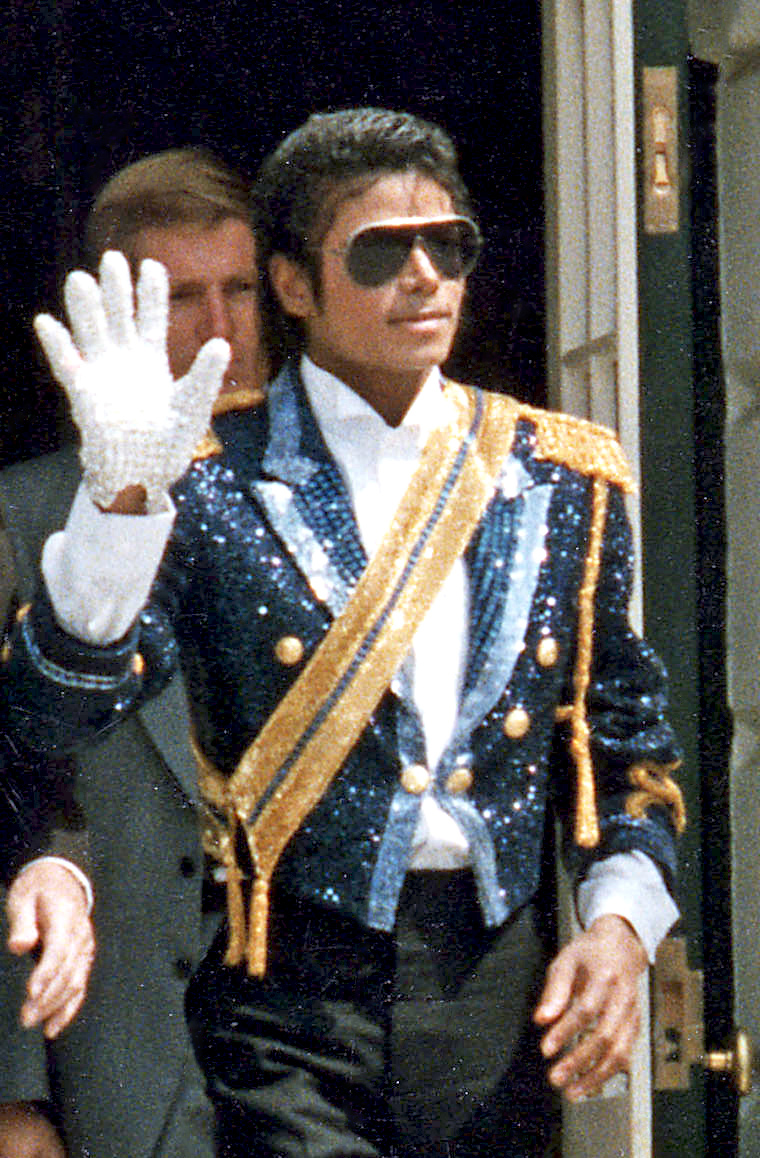
마이클 잭슨
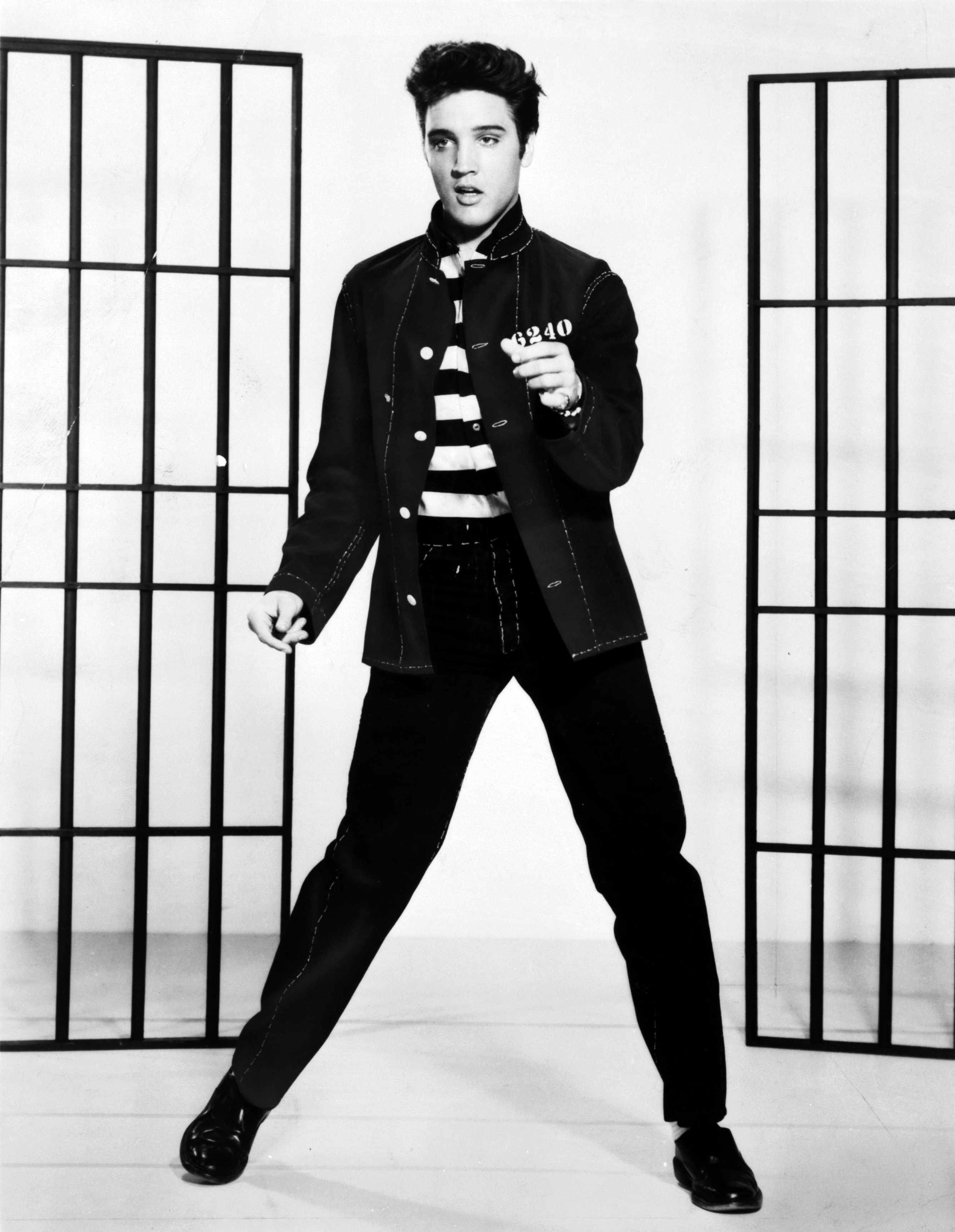
엘비스 프레슬리
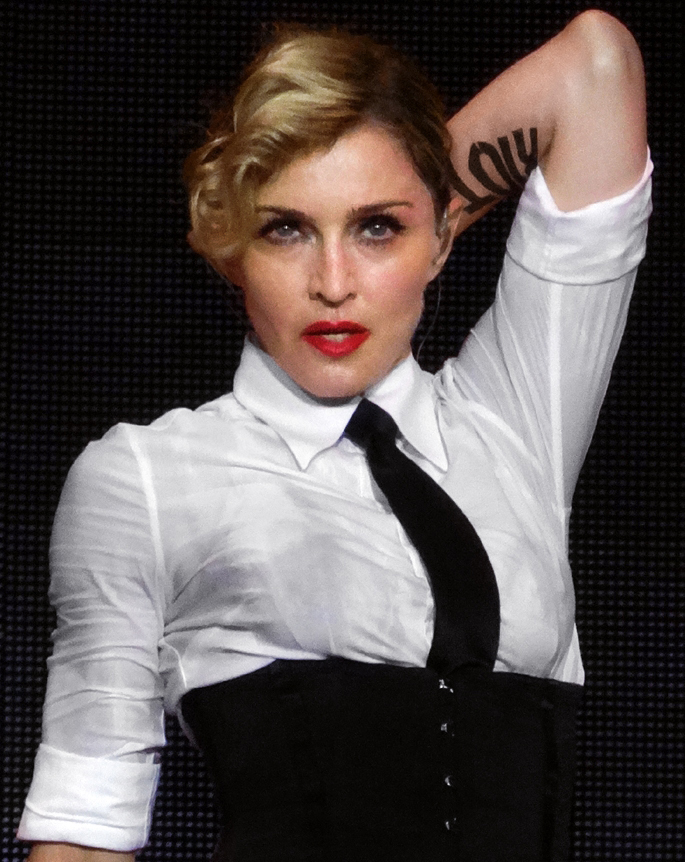
마돈나
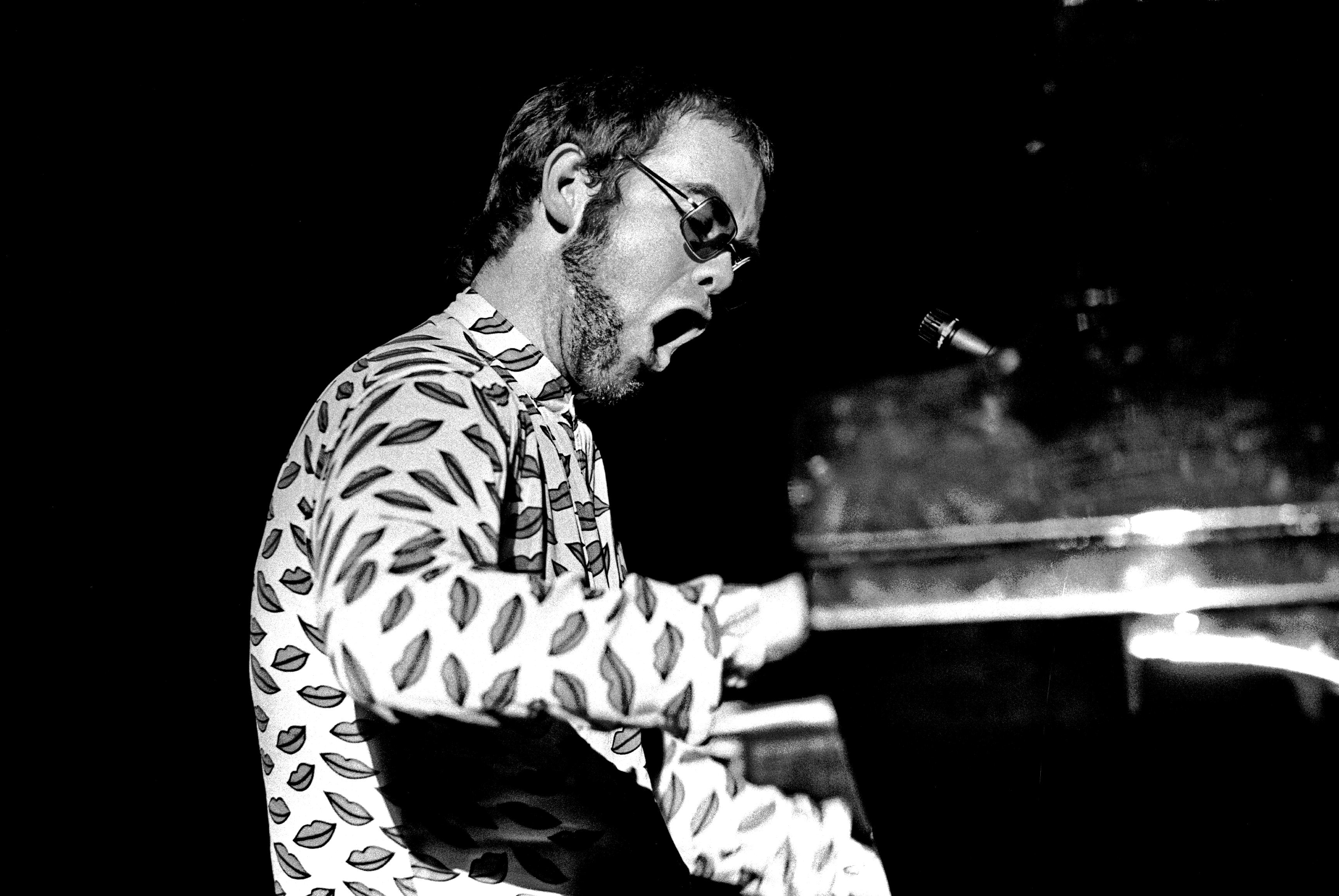
엘튼 존
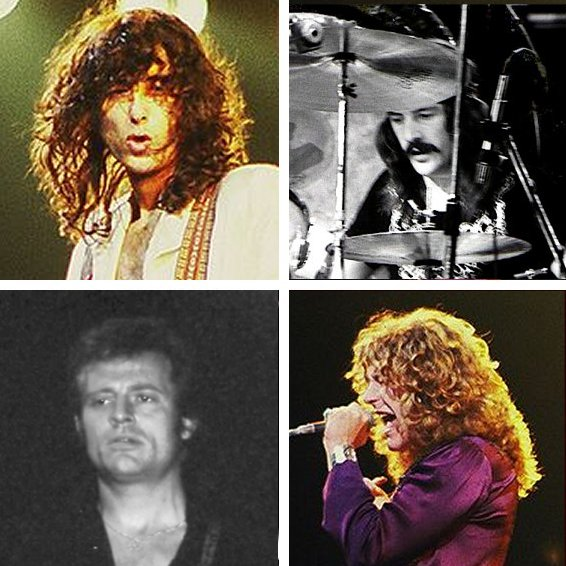
레드 제플린

- 사실 여부와 편집의 높은 수준을 보장하기 위해, 이 목록의 판매량 수치는 MTV, VH1, 빌보드, 롤링 스톤 등 음악 관련 전문으로 높이 평가받고 있는 언론사를 출처로 쓰고 있다.
- 아래 표의 총 공식 인증량은 앨범, 싱글(디지털 다운로드 포함), 비디오량을 합친 값이다.
- 표안의 국가 순서는 "음반 시장 크기"가 기준이며, 상단일 수록 시장이 크고 하단일 수록 시장이 작다.[2][3]

| 음악가          | 국가 | 활동 시기       | 음반 차트 첫 진입 년도 | 장르                            | 음반 판매량 인증[Notes] | 알려진 판매량   |
| --------------- | ---- | --------------- | ---------------------- | ------------------------------- | --- | --------------- |
| 비틀즈          | 영국 | 1960–1970       | 1962                   | 록 / 팝                         | 총 공식 인증량: 2억 7,080만 - 미국: 2억 1225만 - 일본: 495만[Notes] - 영국: 1,784.5만[Notes] - 독일: 800만[Notes] - 프랑스: 389만[Notes] - 호주: 306만[Notes] - 캐나다: 1,445.5만[Notes] - 브라질: 550,000[Notes] - 이탈리아: 305,000[Notes] - 스웨덴 485,000[Notes] - 스페인: 124만[Notes] - 스위스: 350,000[Notes] - 벨기에: 265,000[Notes] - 오스트리아: 500,000[Notes] - 폴란드: 175,000[Notes] - 아르헨티나: 160.6만[Notes] - 뉴질랜드: 660,000[Notes]               | 6억             |
| 마이클 잭슨     | 미국 | 1964–2009       | 1971                   | 팝 / 록 / 댄스 / 알앤비         | 총 공식 인증량: 1억 8,420만 - 미국: 1억 450만 - 일본: 465만[Notes] - 영국: 2,719.5만 - 독일: 1,127.5만 - 프랑스: 1,137.5만 - 호주: 660만[Notes] - 캐나다: 467만 - 브라질: 280,000[Notes] - 이탈리아: 117만[Notes] - 스웨덴: 123만[Notes] - 스페인: 199.5만[Notes] - 멕시코: 367만[Notes] - 스위스: 910,000[Notes] - 벨기에: 365,000[Notes] - 오스트리아: 119.7만[Notes] - 폴란드: 530,000[Notes] - 핀란드: 384,127 - 뉴질랜드: 902,500[Notes]                             | 5억             |
| 엘비스 프레슬리 | 미국 | 1954–1977       | 1954                   | 로큰롤 / 팝 / 컨트리            | 총 공식 인증량: 2억 1,150만 - 미국: 1억 8,865만 - 일본: 300,000[Notes] - 영국: 1220.5만[Notes] - 독일: 120만[Notes] - 프랑스: 259만[Notes] - 호주: 158.7만[Notes] - 캐나다: 292.5만[Notes] - 브라질: 125,000[Notes] - 스웨덴 380,000[Notes] - 스페인: 300,000[Notes] - 스위스: 185,000[Notes] - 벨기에: 115,000[Notes] - 오스트리아: 200,500[Notes] - 핀란드: 213,945[Notes]                                                                                              | 5억             |
| 마돈나          | 미국 | 1979–현재       | 1982                   | 팝 / 록 / 댄스 / 일렉트로닉     | 총 공식 인증량: 1억 7,060만 - 미국: 8,567.5만 - 일본: 645만 [Notes] - 영국: 2,884.5만 - 독일: 1,240만 - 프랑스: 1,279.5만 - 호주: 471.7만[Notes] - 캐나다: 603만 - 브라질: 344만[Notes] - 이탈리아: 465,000[Notes] - 스웨덴: 107만[Notes] - 스페인: 281.5만 - 멕시코: 510,000[Notes] - 스위스: 108만[Notes] - 벨기에: 690,000[Notes] - 오스트리아: 602,500[Notes] - 폴란드: 510,000[Notes] - 아르헨티나: 970,000 - 핀란드: 652,686                                        | 3억 2억 7,500만 |
| 엘튼 존         | 영국 | 1962–현재       | 1969                   | 팝 / 록                         | 총 공식 인증량: 1억 6,900만 - 미국: 1억 1,785만 - 일본: 110만 [Notes] - 영국: 2,229.5만[Notes] - 독일: 790만[Notes] - 프랑스: 482.5만[Notes] - 호주: 283.7만[Notes] - 캐나다: 597.5만[Notes] - 브라질: 835,000[Notes] - 스웨덴: 740,000[Notes] - 스페인: 120만[Notes] - 멕시코: 100,000[Notes] - 오스트리아: 765,000[Notes] - 벨기에: 390,000[Notes] - 스위스: 131.3만[Notes] - 폴란드: 150,000[Notes] - 아르헨티나: 128,000 - 핀란드: 163,481 - 뉴질랜드: 255,000[Notes] | 3억 2억 5,000만 |
| 레드 제플린     | 영국 | 1968–1980       | 1969                   | 하드 록 / 헤비 메탈             | 총 공식 인증량: 1억 3,950만 - 미국: 1억 1,141만 - 일본: 400,000 [Notes] - 영국: 913만[Notes] - 독일: 377.5만[Notes] - 프랑스: 231만[Notes] - 호주: 280만[Notes] - 캐나다: 471만 - 브라질: 820,000[Notes] - 이탈리아: 345,000[Notes] - 스페인: 450,000[Notes] - 스위스: 211,000[Notes] - 폴란드: 120,000[Notes] - 아르헨티나: 360,000[Notes] | 3억 2억         |
| 핑크 플로이드   | 영국 | 1965–1996, 2014 | 1967                   | 프로그레시브 록 / 사이키델릭 록 | 총 공식 인증량: 1억 1,890만 - 미국: 7,800만 - 일본: 100,000[Notes] - 영국: 1,132만[Notes] - 독일: 750만[Notes] - 프랑스: 636만[Notes] - 호주: 293.2만[Notes] - 캐나다: 679만[Notes] - 브라질: 515,000[Notes] - 이탈리아: 168.5만[Notes] - 스웨덴: 220,000[Notes] - 스페인: 625,000[Notes] - 스위스: 390,000[Notes] - 벨기에: 115,000[Notes] - 오스트리아: 460,000[Notes] - 폴란드: 590,000[Notes] - 아르헨티나: 582,000[Notes] - 뉴질랜드: 787,500[Notes]                 | 2억 5,000만 2억 |

### 2억에서 2억 4,990만

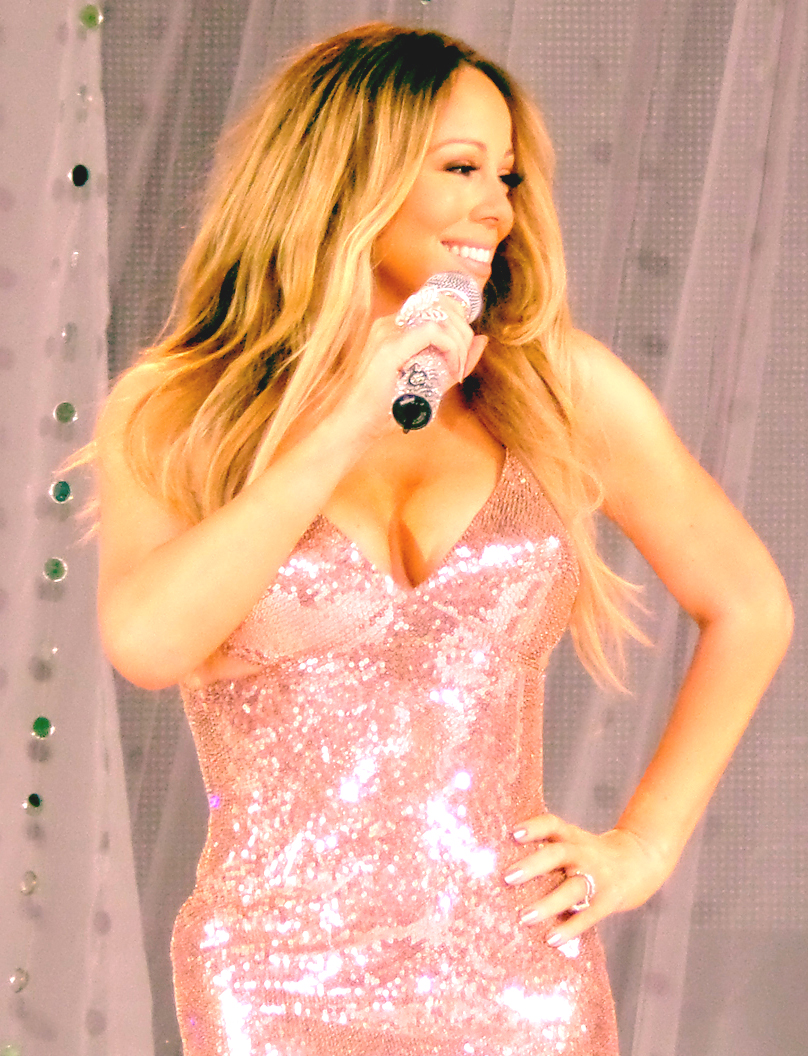
머라이어 캐리
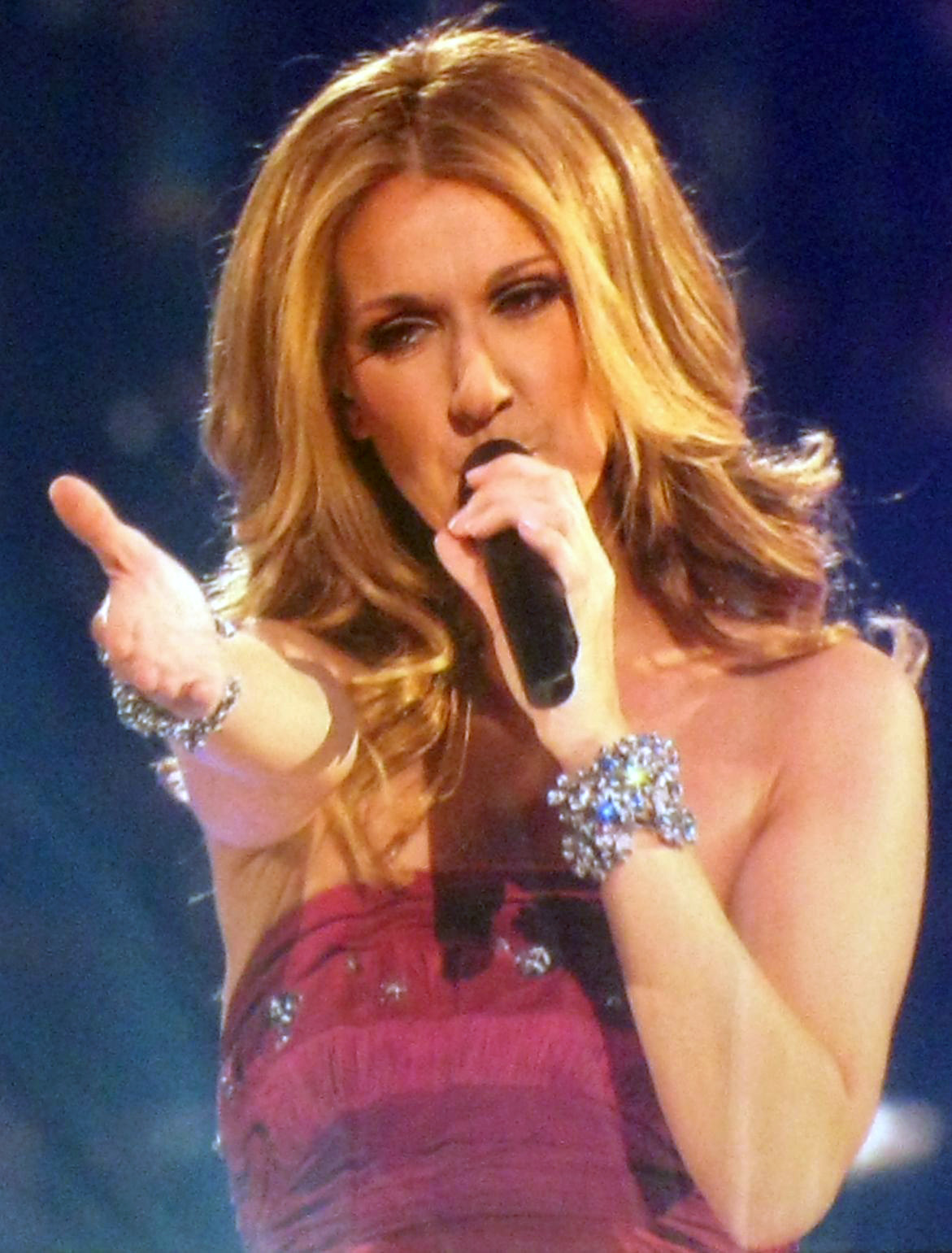
셀린 디온
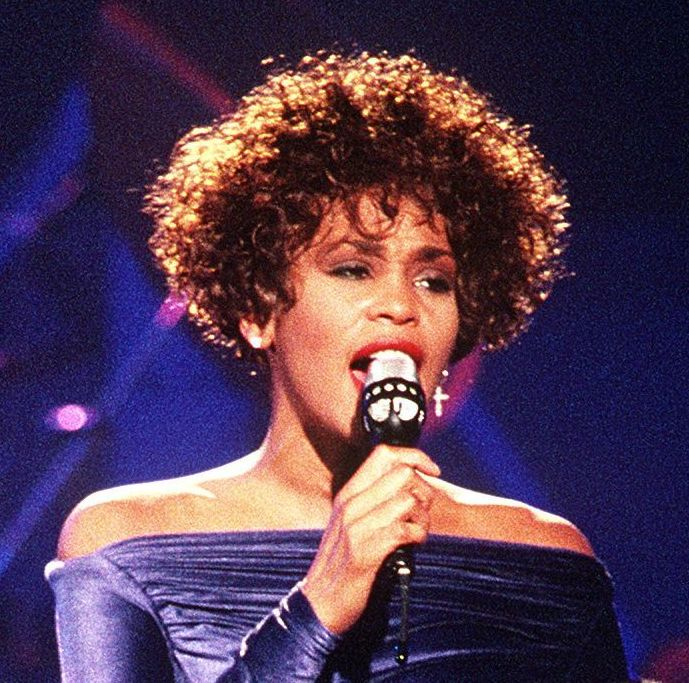
휘트니 휴스턴
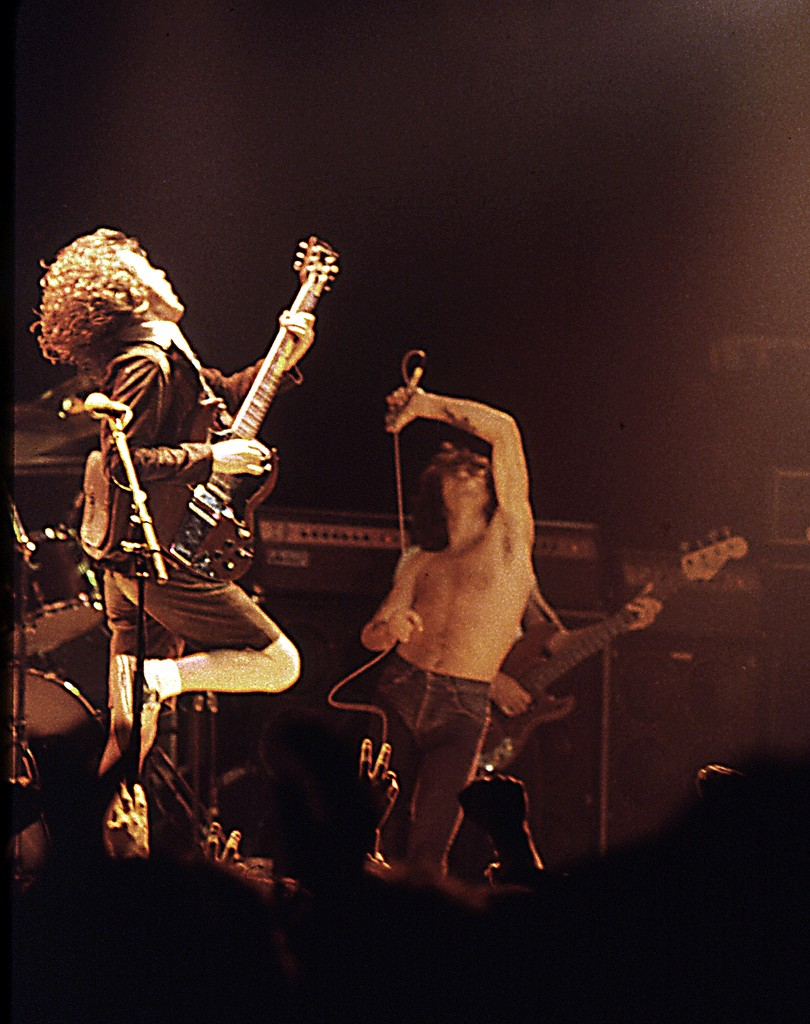
AC/DC
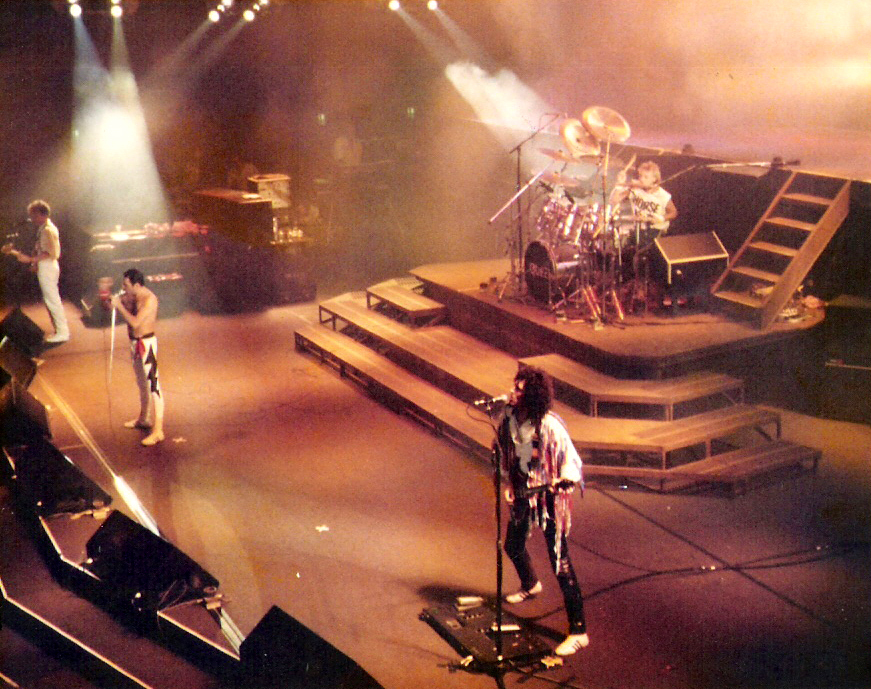
퀸
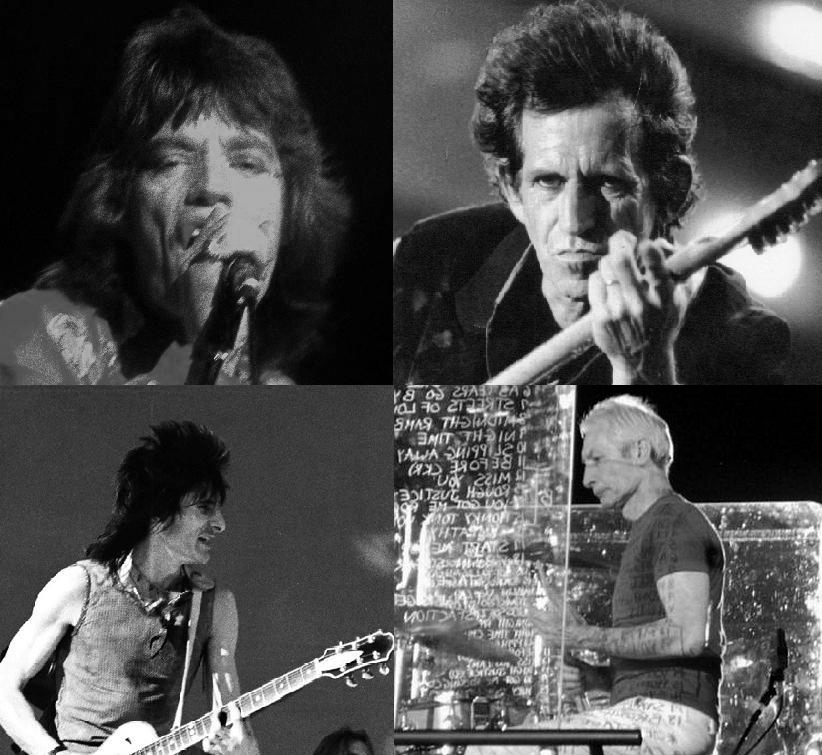
롤링 스톤스
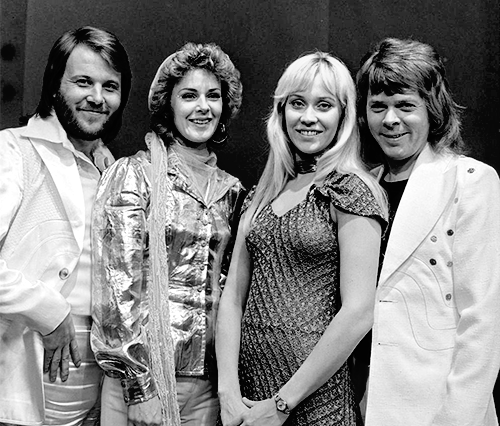
아바

- 사실 여부와 편집의 높은 수준을 보장하기 위해, 이 목록의 판매량 수치는 MTV, VH1, 빌보드, 롤링 스톤 등 음악 관련 전문으로 높이 평가받고 있는 언론사를 출처로 쓰고 있다.
- 아래 표의 총 공식 인증량은 앨범, 싱글(디지털 다운로드 포함), 비디오량을 합친 값이다.
- 표안의 국가 순서는 "음반 시장 크기"가 기준이며, 상단일 수록 시장이 크고 하단일 수록 시장이 작다.[2][3]

| 음악가        | 국가           | 활동 시기 | 음반 차트 첫 진입 년도 | 장르                         | 음반 판매량 인증[Notes] | 알려진 판매량   |
| ------------- | -------------- | --------- | ---------------------- | ---------------------------- | --- | --------------- |
| 머라이어 캐리 | 미국           | 1988–현재 | 1990                   | 알앤비 / 팝 / 록             | 총 공식 인증량: 1억 2,830만 - 미국: 8,910만 - 일본: 1,400만[Notes] - 영국: 810만 - 독일: 320만 - 프랑스: 470만 - 호주: 220만[Notes] - 캐나다: 380만 - 브라질: 820,000 - 이탈리아: 100,000[Notes] - 스웨덴: 425,000 - 스위스: 515,000 - 벨기에: 150,000[Notes] - 오스트리아: 200,000 - 스페인: 975,000 - 폴란드: 100,000[Notes] | 2억 1억 7,500만 |
| 셀린 디온     | 캐나다         | 1981–현재 | 1981                   | 팝                           | 총 공식 인증량: 1억 2,080만 - 미국: 5,650만 - 일본: 710만[Notes] - 영국: 1,220만 - 독일: 800만 - 프랑스: 1,480만 - 호주: 230만[Notes] - 캐나다: 1,200만 - 브라질: 505,000[Notes] - 스웨덴: 110만[Notes] - 스페인: 100만 - 스위스: 160만[Notes] - 벨기에: 180만[Notes] - 오스트리아: 440,000[Notes] - 폴란드: 680,000[Notes] - 아르헨티나: 348,000 - 핀란드: 356,183 - 뉴질랜드: 125,000[Notes]                                                                    | 2억 1억 7,500만 |
| 휘트니 휴스턴 | 미국           | 1977–2012 | 1984                   | 알앤비 / 팝                  | 총 공식 인증량: 1억 1,020만 - 미국: 7,520만 - 일본: 450만[Notes] - 영국: 1,300만 - 독일: 560만[Notes] - 프랑스: 220만 - 호주: 140만[Notes] - 캐나다: 320만 - 브라질: 950,000[Notes] - 스웨덴: 100만[Notes] - 스페인: 120만 - 스위스: 845,000[Notes] - 벨기에: 215,000[Notes] - 오스트리아: 535,000[Notes] - 폴란드: 170,000[Notes] - 핀란드: 247,222 | 2억 1억 7,000만 |
| AC/DC         | 오스트레일리아 | 1973–현재 | 1975                   | 하드 록 / 블루스 록 / 로큰롤 | 총 공식 인증량: 1억 880만 - 미국: 7,920만 - 영국: 330만 - 독일: 930만[Notes] - 프랑스: 380만 - 호주: 700만[Notes] - 캐나다: 240만[Notes] - 이탈리아: 115,000[Notes] - 스웨덴: 330,000[Notes] - 스페인: 130만[Notes] - 스위스: 844,000[Notes] - 오스트리아: 350,000[Notes] - 아르헨티나: 578,000[Notes] - 핀란드: 309,089 | 2억 1억 5,000만 |
| 퀸            | 영국           | 1971–현재 | 1973                   | 록                           | 총 공식 인증량: 9,560만 - 미국: 4,280만 - 일본: 280만[Notes] - 영국: 2,300만[Notes] - 독일: 1,150만[Notes] - 프랑스: 450만[Notes] - 호주: 190만[Notes] - 캐나다: 180만[Notes] - 브라질: 970,000[Notes] - 이탈리아: 110,000[Notes] - 스웨덴: 190,000[Notes] - 스페인: 170만[Notes] - 스위스: 120만[Notes] - 벨기에: 100,000[Notes] - 오스트리아: 900,000[Notes] - 폴란드: 750,000[Notes] - 아르헨티나: 110만[Notes] - 핀란드: 366,152                              | 2억 1억 5,000만 |
| 롤링 스톤스   | 영국           | 1962–현재 | 1963                   | 록 / 블루스 록               | 총 공식 인증량: 9,400만 - 미국: 7,470만 - 일본: 650,000[Notes] - 영국: 720만[Notes] - 독일: 290만[Notes] - 프랑스: 310만[Notes] - 호주: 302,500[Notes] - 캐나다: 290만[Notes] - 스웨덴: 310,000[Notes] - 스페인: 670,000[Notes] - 스위스: 238,000[Notes] - 오스트리아: 285,000[Notes] - 폴란드: 100,000[Notes] - 아르헨티나: 670,000[Notes] | 2억             |
| 아바          | 스웨덴         | 1972–1982 | 1972                   | 팝 / 디스코                  | 총 공식 인증량: 5,780만 - 미국: 1,270만 - 일본: 150만[Notes] - 영국: 1,720만[Notes] - 독일: 1,040만[Notes] - 프랑스: 270만[Notes] - 호주: 590만[Notes] - 캐나다: 270만[Notes] - 브라질: 275,000[Notes] - 스웨덴: 770,000[Notes] - 스페인: 100만[Notes] - 멕시코: 260,000[Notes] - 스위스: 600,000[Notes] - 벨기에: 330,000[Notes] - 오스트리아: 175,000[Notes] - 폴란드: 150,000[Notes] - 아르헨티나: 274,000[Notes] - 핀란드: 656,319 - 뉴질랜드: 257,000[Notes] | 2억 1억         |

### 1억 2,000만에서 1억 9,900만

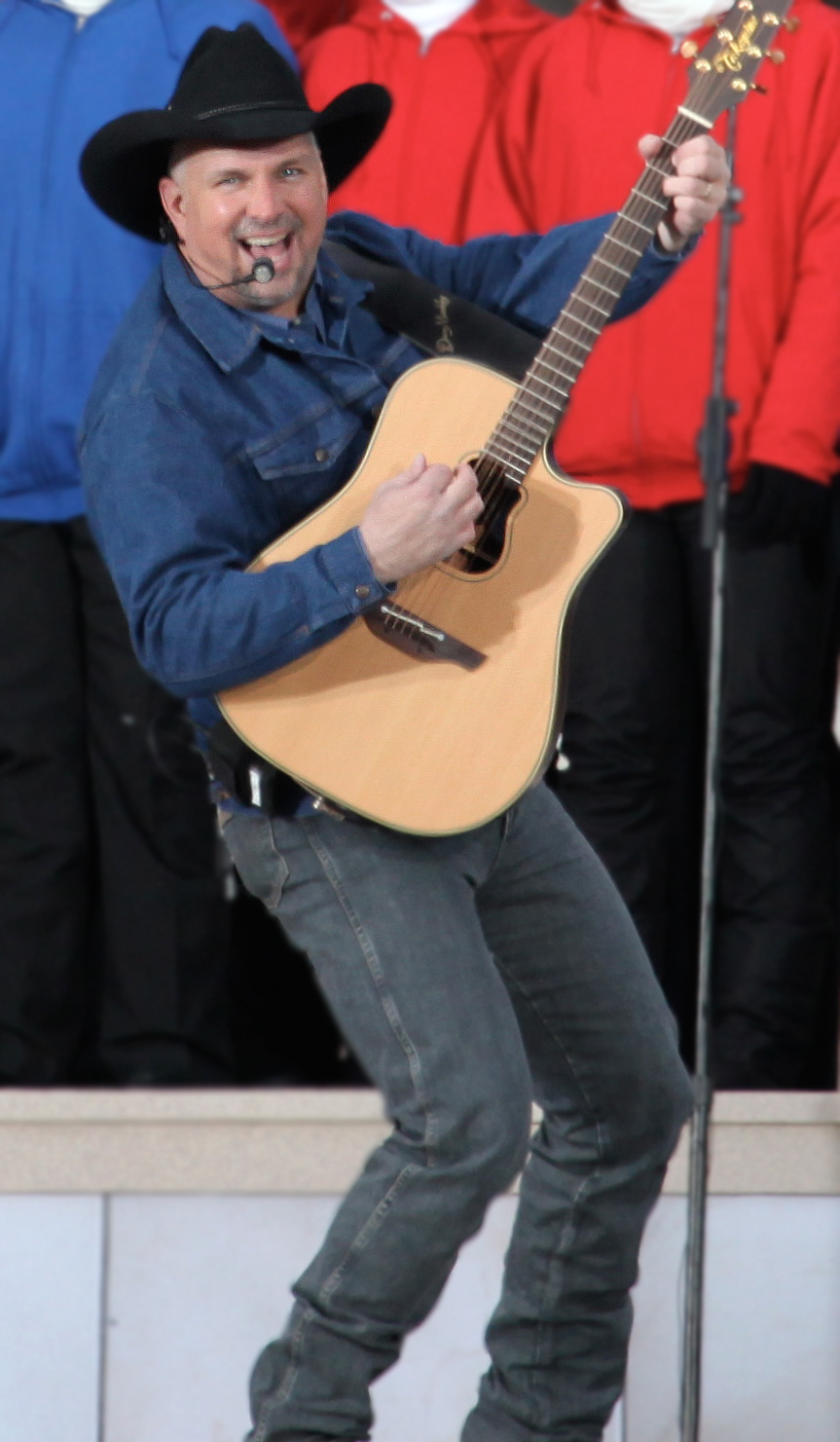
가스 브룩스
이글스
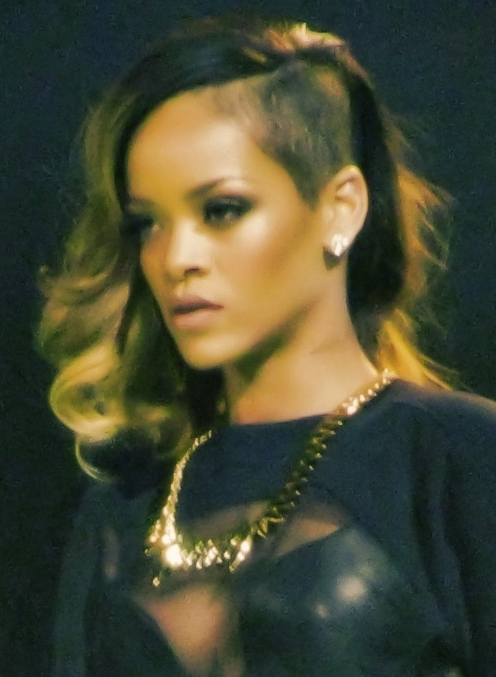
리한나
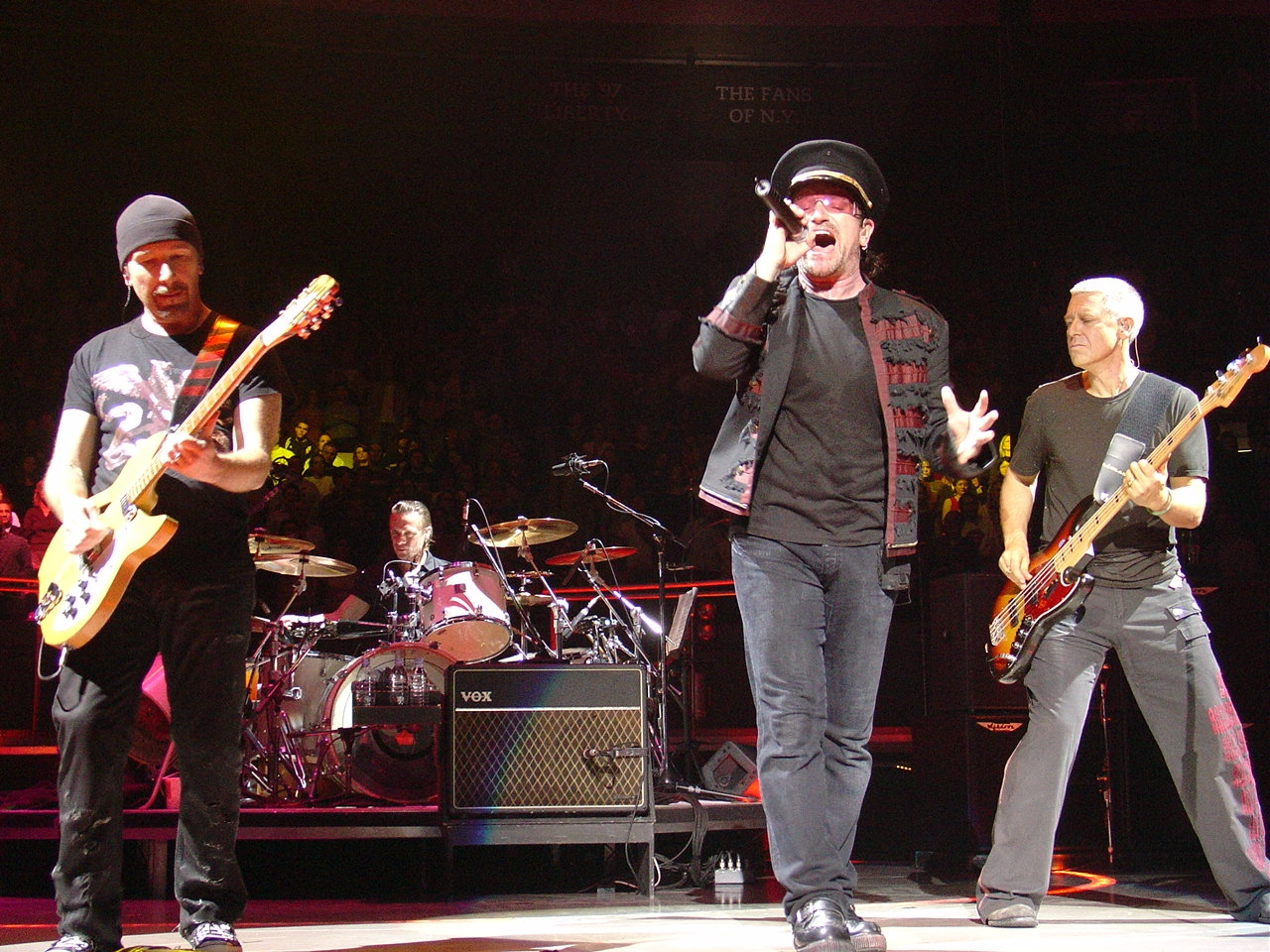
U2
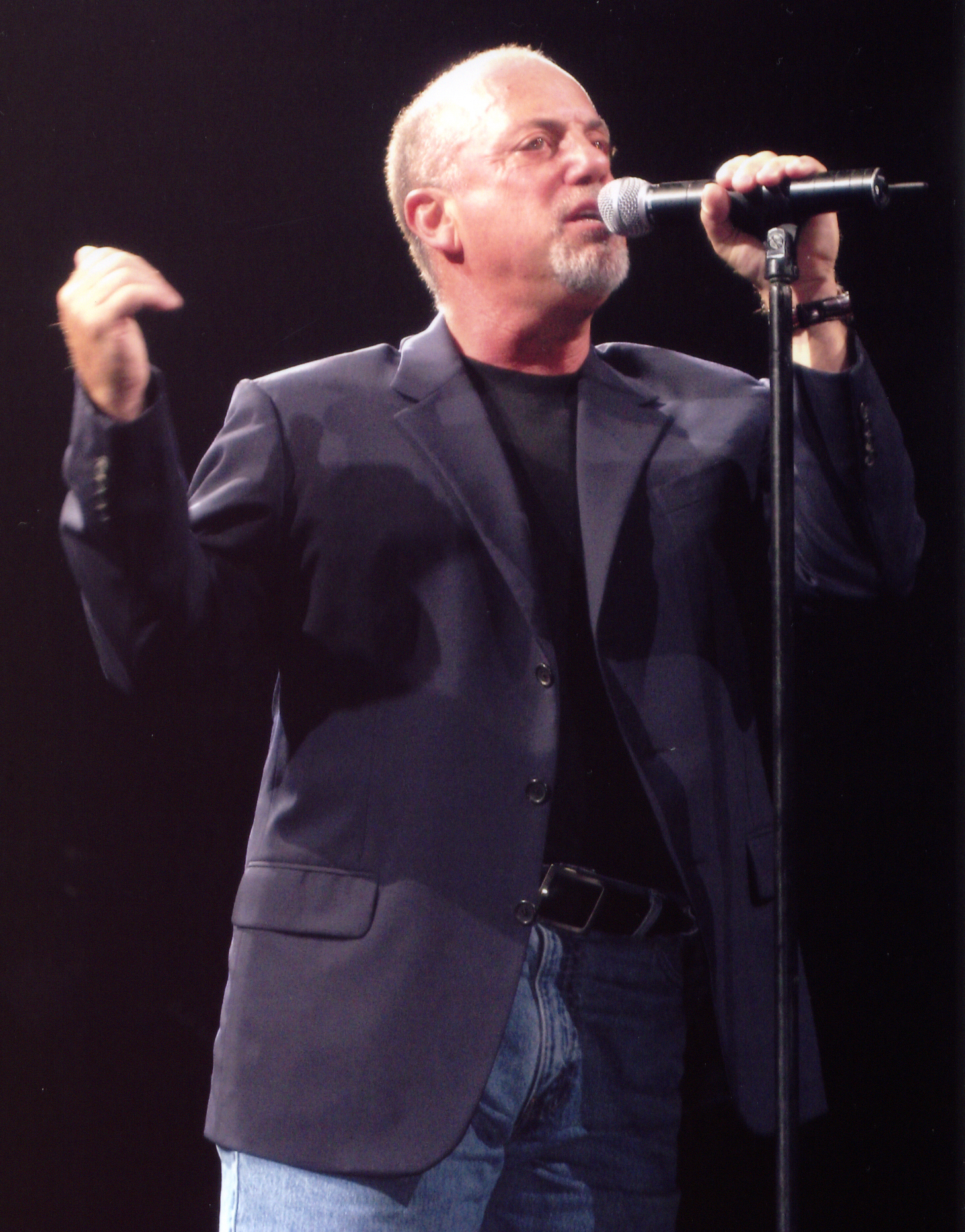
빌리 조엘
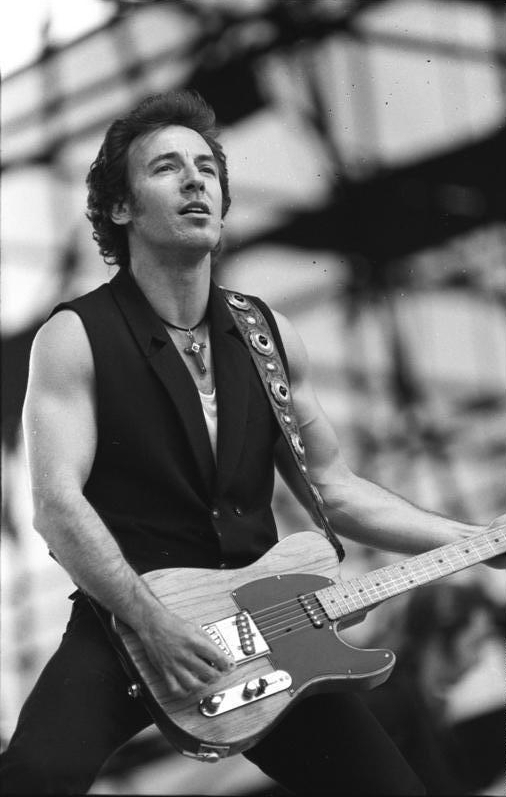
브루스 스프링스틴
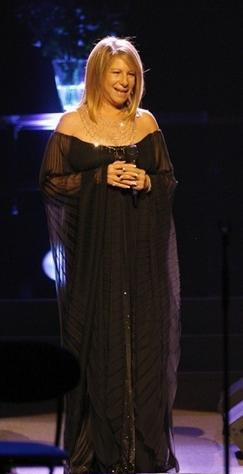
바브라 스트라이샌드

- 사실 여부와 편집의 높은 수준을 보장하기 위해, 이 목록의 판매량 수치는 MTV, VH1, 빌보드, 롤링 스톤 등 음악 관련 전문으로 높이 평가받고 있는 언론사를 출처로 쓰고 있다.
- 아래 표의 총 공식 인증량은 앨범, 싱글(디지털 다운로드 포함), 비디오량을 합친 값이다.
- 표안의 국가 순서는 "음반 시장 크기"가 기준이며, 상단일 수록 시장이 크고 하단일 수록 시장이 작다.[2][3]

| 음악가              | 국가       | 활동 시기           | 음반 차트 첫 진입 년도 | 장르                                     | 음반 판매량 인증[Notes] | 알려진 판매량 |
| ------------------- | ---------- | ------------------- | ---------------------- | ---------------------------------------- | --- | ------------- |
| 가스 브룩스         | 미국       | 1989–현재           | 1989                   | 컨트리                                   | 총 공식 인증량: 1억 3,580만 - 미국: 1억 2,940만 - 영국: 520,000 - 호주: 280,000[Notes] - 캐나다: 560만 | 1억 5,000만   |
| 이글스              | 미국       | 1971–현재           | 1972                   | 소프트 록 / 컨트리                       | 총 공식 인증량: 1억 2,580만 - 미국: 1억 790만 - 일본: 600,000[Notes] - 영국: 660만[Notes] - 독일: 900,000[Notes] - 프랑스: 200만[Notes] - 호주: 250만[Notes] - 캐나다: 410만[Notes] - 스웨덴: 140,000[Notes] - 스페인: 500,000[Notes] - 스위스: 190,000[Notes] - 핀란드: 124,749 - 뉴질랜드: 255,000[Notes] | 1억 5,000만   |
| 리한나              | 바베이도스 | 2005–현재           | 2005                   | 알앤비 / 팝 / 댄스 / 힙합                | 총 공식 인증량: 1억 1,440만 - 미국: 7,950만 - 일본: 800,000[Notes] - 영국: 1,900만 - 독일: 290만 - 프랑스: 300,000 - 호주: 500만 - 캐나다: 150만 - 브라질: 510,000 - 이탈리아: 565,000[Notes] - 스웨덴: 130만 - 스페인: 110만 - 스위스: 765,000 - 벨기에: 450,000 - 폴란드: 140,000 - IRE: 240,000 - 뉴질랜드: 370,000 | 1억 5,000만   |
| U2                  | 아일랜드   | 1976–현재           | 1980                   | 록                                       | 총 공식 인증량: 1억 60만 - 미국: 5,310만 - 일본: 120만[Notes] - 영국: 1,710만 - 독일: 510만 - 프랑스: 500만 - 호주: 260만[Notes] - 캐나다: 710만 - 브라질: 170만[Notes] - 이탈리아: 260,000[Notes] - 스웨덴: 515,000[Notes] - 스페인: 220만 - 멕시코: 835,000[Notes] - 스위스: 596,000[Notes] - 벨기에: 725,000[Notes] - 오스트리아: 500,000[Notes] - 폴란드: 320,000[Notes] - 아르헨티나: 954,000 - 핀란드: 235,460 - IRE: 316,000[Notes] - 뉴질랜드: 267,000[Notes] | 1억 5,000만   |
| 빌리 조엘           | 미국       | 1964–현재           | 1971                   | 팝 / 록                                  | 총 공식 인증량: 9,880만 - 미국: 8,690만 - 일본: 150만[Notes] - 영국: 450만[Notes] - 독일: 120만[Notes] - 프랑스: 925,000[Notes] - 호주: 462,500[Notes] - 캐나다: 320만[Notes] - 오스트리아: 125,000[Notes] | 1억 5,000만   |
| 필 콜린스           | 영국       | 1980–2011           | 1981                   | 록 / 프로그레시브 록 / 어덜트 컨템포러리 | 총 공식 인증량: 8,520만 - 미국: 3,980만 - 일본: 500,000[Notes] - 영국: 1,460만 - 독일: 1,380만 - 프랑스: 640만 - 호주: 367,500[Notes] - 캐나다: 330만 - 브라질: 120만[Notes] - 스웨덴: 245,000[Notes] - 스페인: 210만장 - 스위스: 958,000[Notes] - 벨기에: 205,000[Notes] - 오스트리아: 440,000[Notes] - 아르헨티나: 110만 - 핀란드: 182,581 | 1억 5,000만   |
| 에어로스미스        | 미국       | 1970–현재           | 1973                   | 하드 록                                  | 총 공식 인증량: 8,290만 - 미국: 7,020만 - 일본: 220만[Notes] - 영국: 230만 - 독일: 200만[Notes] - 프랑스: 225,000 - 캐나다: 390만[Notes] - 브라질: 600,000[Notes] - 스웨덴: 260,000[Notes] - 스페인: 200,000[Notes] - 멕시코: 200,000[Notes] - 스위스: 145,000[Notes] - 오스트리아: 125,000[Notes] - 폴란드: 100,000[Notes] - 아르헨티나: 346,000[Notes] - 핀란드: 101,722                                                                                            | 1억 5,000만   |
| 프랭크 시나트라     | 미국       | 1935–1995           | 1939                   | 팝 / 스윙                                | 총 공식 인증량: 3,690만 - 미국: 2,820만[Notes] - 영국: 510만[Notes] - 독일: 100만[Notes] - 프랑스: 600,000[Notes] - 호주: 245,000[Notes] - 캐나다: 650,000[Notes] - 브라질: 325,000[Notes] - 스웨덴: 130,000[Notes] - 스페인: 500,000[Notes] - 아르헨티나: 200,000[Notes] | 1억 5,000만   |
| 바브라 스트라이샌드 | 미국       | 1960–현재           | 1963                   | 팝 / 어덜트 컨템포러리                   | 총 공식 인증량: 9,510만 - 미국: 8,140만 - 영국: 540만[Notes] - 독일: 750,000[Notes] - 프랑스: 290만[Notes] - 호주: 190만[Notes] - 캐나다: 250만[Notes] - 스웨덴: 120,000 - 스페인: 150,000[Notes] | 1억 4,500만   |
| 제네시스            | 영국       | 1967–1999 2006–2011 | 1969                   | 프로그레시브 록 / 팝 록                  | 총 공식 인증량: 3,900만 - 미국: 2,160만 - 영국: 690만[Notes] - 독일: 560만[Notes] - 프랑스: 340만[Notes] - 캐나다: 800,000[Notes] - 스웨덴: 100,000[Notes] - 스페인: 250,000[Notes] - 스위스: 350,000[Notes] | 1억 3,000만   |
| 도나 섬머           | 미국       | 1968–2012           | 1974                   | 팝 / 디스코 / 알앤비                     | 총 공식 인증량: 3,080만 - 미국: 2,450만 - 영국: 370만[Notes] - 프랑스: 900,000[Notes] - 캐나다: 150만[Notes] - 브라질: 100,000[Notes] - 스페인: 100,000[Notes] | 1억 3,000만   |
| 닐 다이아몬드       | 미국       | 1966–현재           | 1966                   | 팝 / 록                                  | 총 공식 인증량: 6,650만 - 미국: 5,490만 - 영국: 670만[Notes] - 독일: 100만[Notes] - 프랑스: 400,000[Notes] - 호주: 170만[Notes] - 캐나다: 170만[Notes] - 스페인: 100,000[Notes] | 1억 2,500만   |
| 브루스 스프링스틴   | 미국       | 1972–현재           | 1973                   | 록                                       | 총 공식 인증량: 9,710만 - 미국: 7,510만 - 일본: 200,000[Notes] - 영국: 600만 - 독일: 420만[Notes] - 프랑스: 180만 - 호주: 260만[Notes] - 캐나다: 320만[Notes] - 브라질: 100,000[Notes] - 이탈리아: 160,000[Notes] - 스웨덴: 810,000[Notes] - 스페인: 170만[Notes] - 스위스: 390,000[Notes] - 오스트리아: 290,000[Notes] - 핀란드: 449,800 - IRE: 189,500[Notes] | 1억 2,000만   |
| 비 지스             | 영국       | 1963–2003 2009–2012 | 1963                   | 팝 / 디스코                              | 총 공식 인증량: 6,640만 - 미국: 4,100만 - 일본: 300,000[Notes] - 영국: 890만[Notes] - 독일: 660만[Notes] - 프랑스: 340만[Notes] - 호주: 110만[Notes] - 캐나다: 320만[Notes] - 브라질: 350,000[Notes] - 스페인: 450,000[Notes] - 스위스: 365,000[Notes] - 오스트리아: 125,000[Notes] - 폴란드: 100,000[Notes] - 아르헨티나: 208,000[Notes] - 뉴질랜드: 315,000[Notes]                                                                                                  | 1억 2,000만   |
| 훌리오 이글레시아스 | 스페인     | 1968–현재           | 1968                   | 라틴                                     | 총 공식 인증량: 5,030만 - 미국: 1,100만 - 일본: 800,000[Notes] - 영국: 160만[Notes] - 독일: 250,000[Notes] - 프랑스: 610만 - 호주: 540,000[Notes] - 캐나다: 150만 - NLD:950,000[Notes] - 브라질: 1,240만[Notes] - 스웨덴: 290,000[Notes] - 스페인: 860만[Notes] - 멕시코: 290만[Notes] - 벨기에: 125,000[Notes] - 아르헨티나: 320만[Notes] - 핀란드: 131,636[Notes]                                                                                                   | 1억 2,000만   |
| 다이어 스트레이트   | 영국       | 1977–1995           | 1978                   | 록 / 팝                                  | 총 공식 인증량: 4,220만 - 미국: 1,550만 - 영국: 1,010만 - 독일: 370만 - 프랑스: 530만 - 호주: 140만[Notes] - 캐나다: 250만 - 이탈리아: 100,000[Notes] - 스웨덴: 360,000[Notes] - 스페인: 130만[Notes] - 스위스: 975,000[Notes] - 벨기에: 100,000[Notes] - 오스트리아: 300,000[Notes] - 아르헨티나: 130,000[Notes] - 핀란드: 471,530 | 1억 2,000만   |

### 1억에서 1억 1,900만

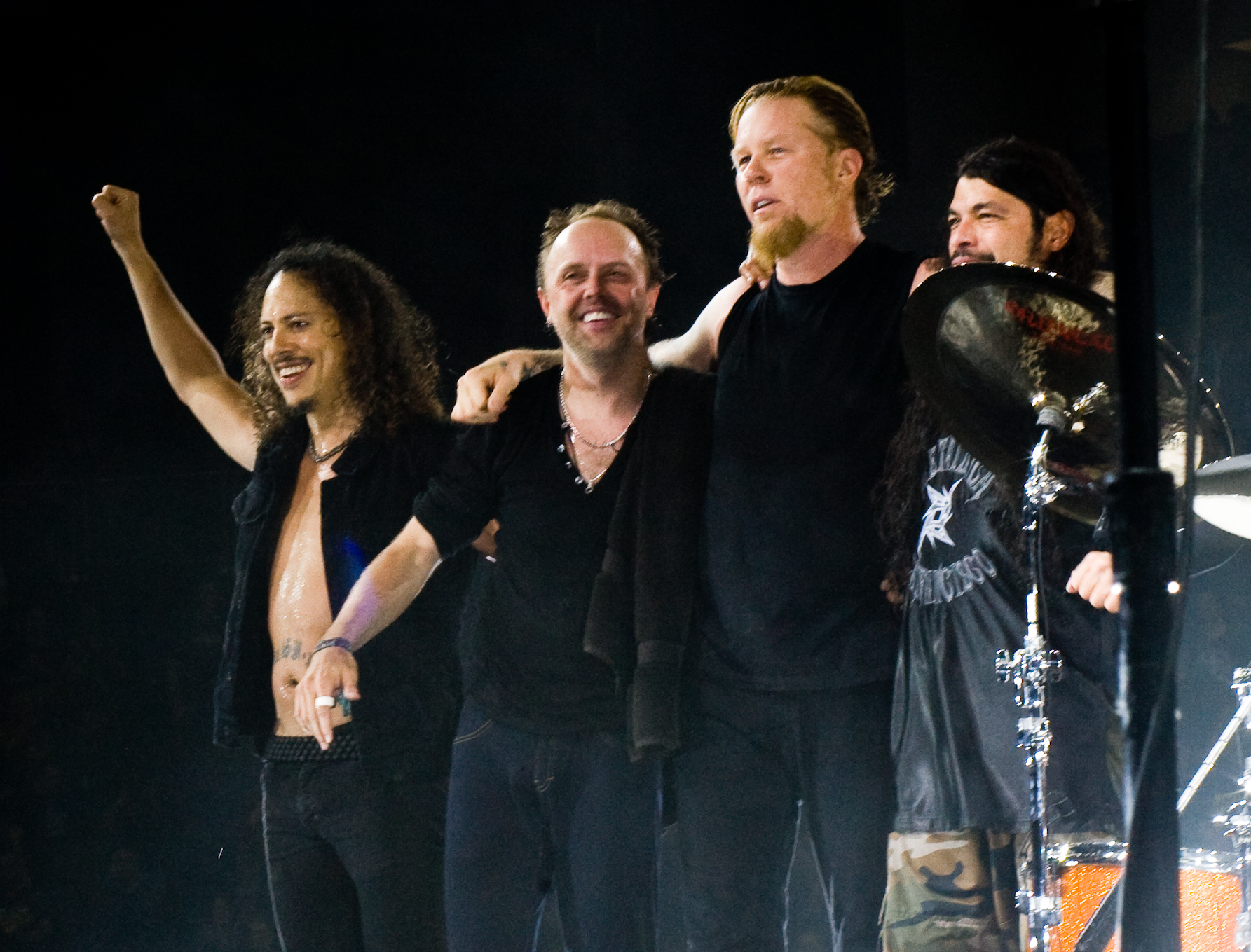
메탈리카
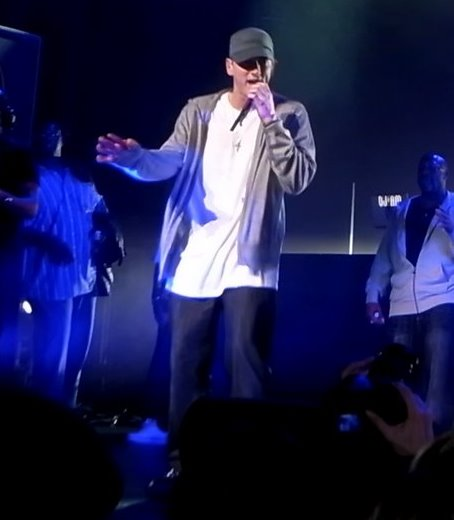
에미넴
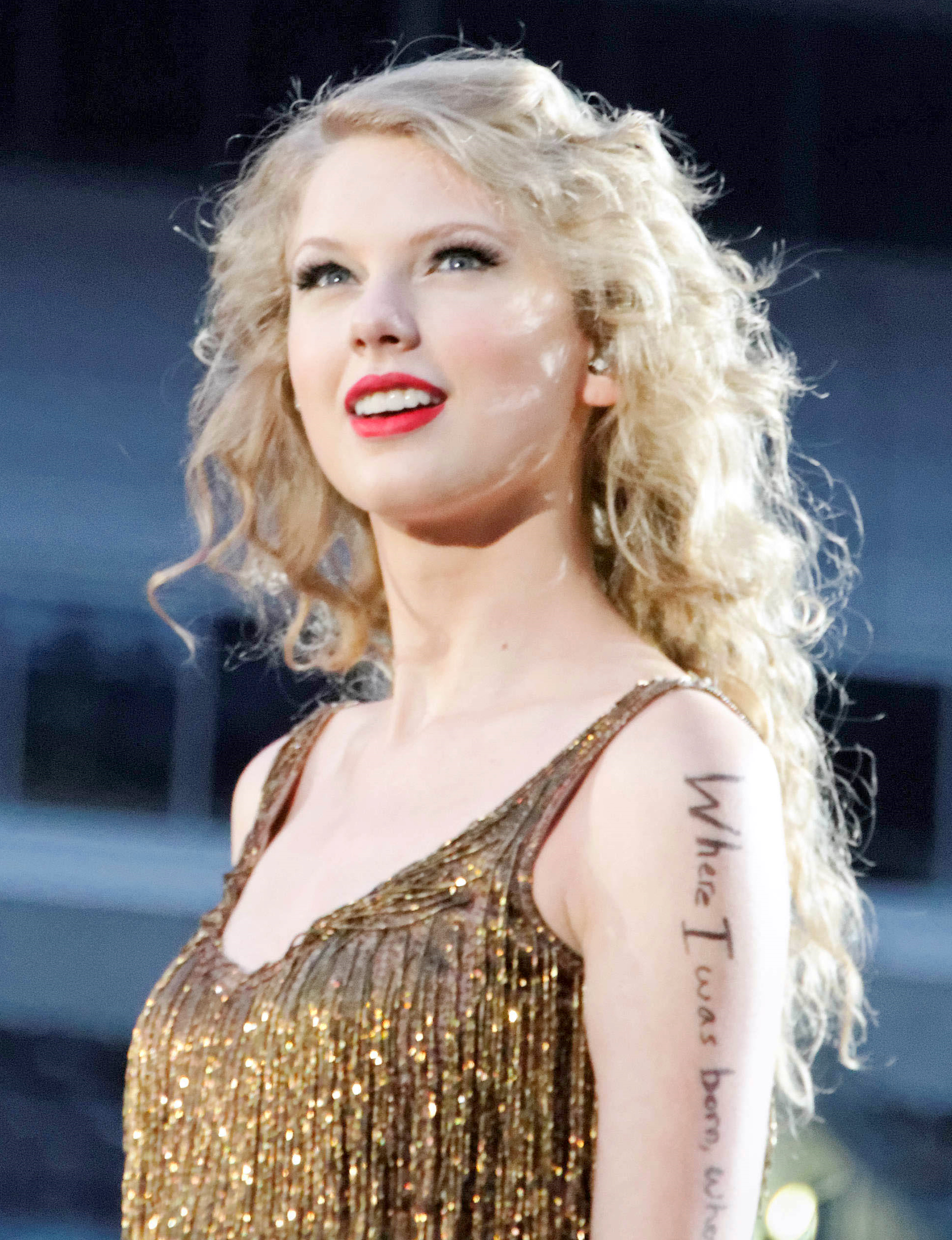
테일러 스위프트
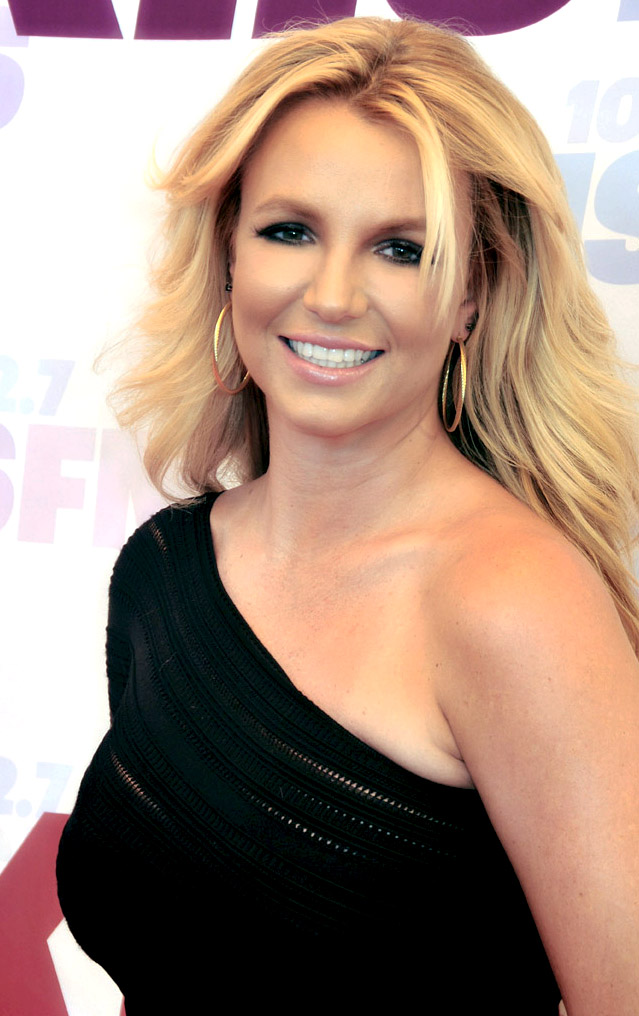
브리트니 스피어스
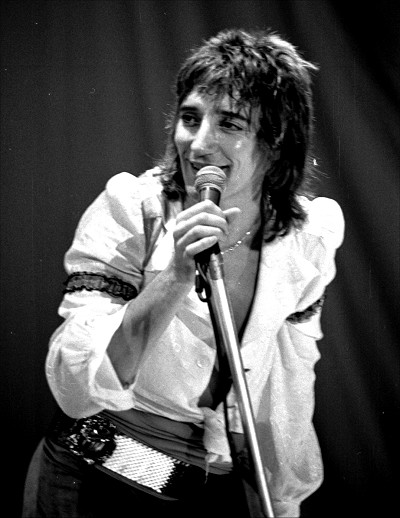
로드 스튜어트
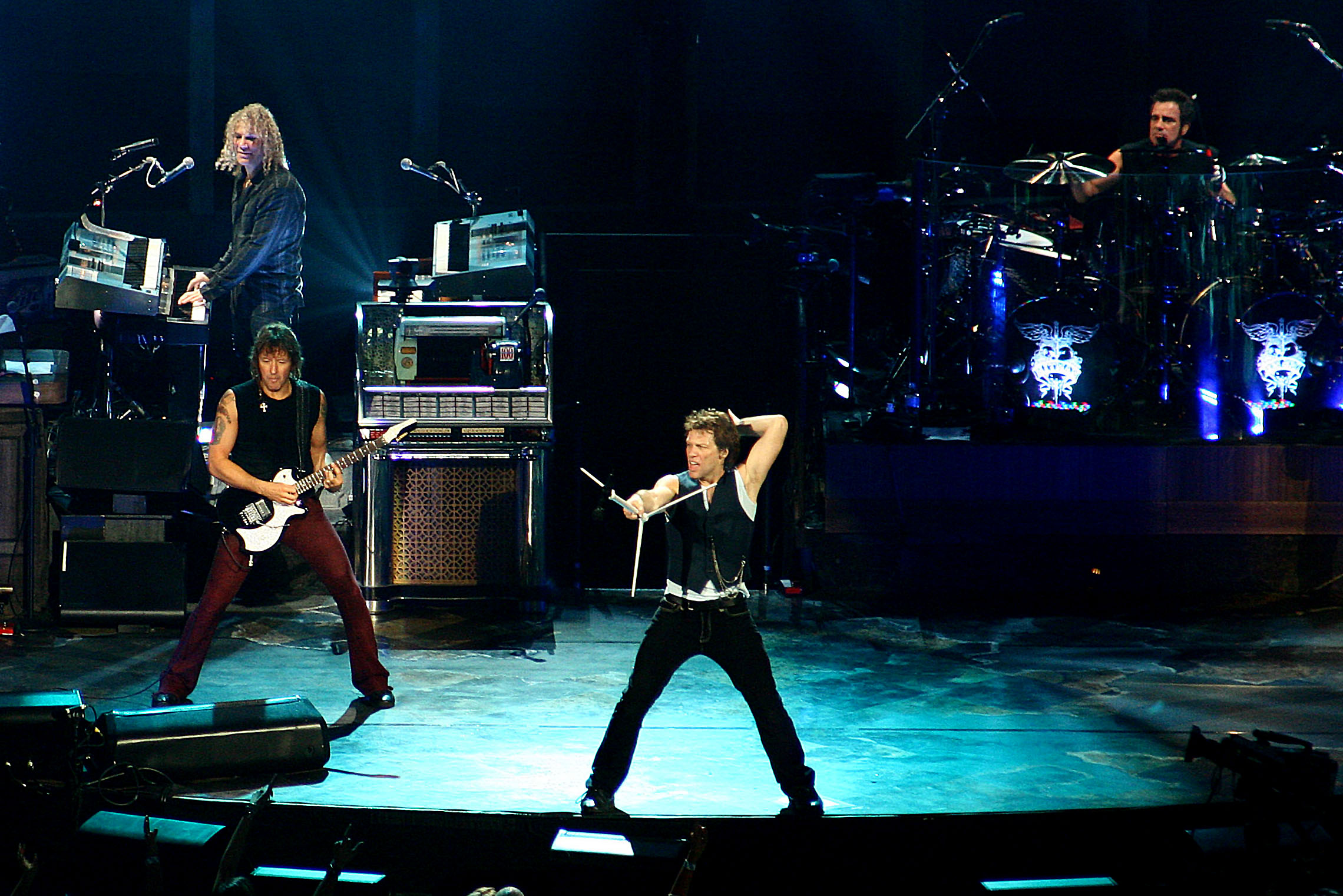
본 조비
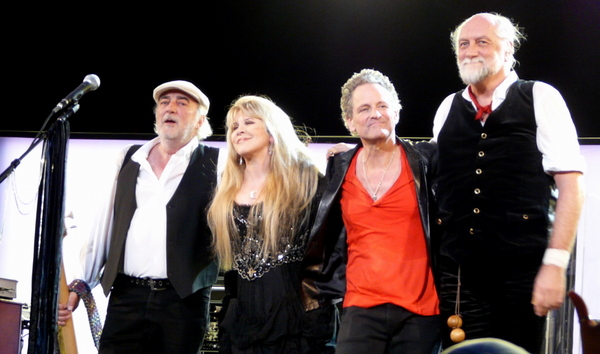
플리트우드 맥

- 사실 여부와 편집의 높은 수준을 보장하기 위해, 이 목록의 판매량 수치는 MTV, VH1, 빌보드, 롤링 스톤 등 음악 관련 전문으로 높이 평가받고 있는 언론사를 출처로 쓰고 있다.
- 아래 표의 총 공식 인증량은 앨범, 싱글(디지털 다운로드 포함), 비디오량을 합친 값이다.
- 표안의 국가 순서는 "음반 시장 크기"가 기준이며, 상단일 수록 시장이 크고 하단일 수록 시장이 작다.[2][3]

| 음악가            | 국가           | 활동 시기 | 음반 차트 첫 진입 년도 | 장르                            | 음반 판매량 인증[Notes] | 알려진 판매량 |
| ----------------- | -------------- | --------- | ---------------------- | ------------------------------- | --- | ------------- |
| 메탈리카          | 미국           | 1981–현재 | 1983                   | 헤비 메탈 / 스래쉬 메탈         | 총 공식 인증량: 8,933만 - 미국: 7,230만 - 일본: 600,000[Notes] - 영국: 250만 - 독일: 300만 - 프랑스: 840,000 - 호주: 150만[Notes] - 캐나다: 360만 장 - 브라질: 380,000[Notes] - 스웨덴: 675,000[Notes] - 스페인: 400,000 - 멕시코: 250,000[Notes] - 스위스: 410,000[Notes] - 벨기에: 280,000[Notes] - 오스트리아: 310,000[Notes] - 폴란드: 585,000[Notes] - 아르헨티나: 970,000 - 핀란드: 530,676 - 뉴질랜드: 255,000[Notes]                    | 1억 1,000만   |
| 테일러 스위프트   | 미국           | 2006–현재 | 2006                   | 컨트리 / 컨트리 팝 / 팝 / 팝 록 | 총 공식 인증량: 7,630만 - 미국: 6,800만 - 일본: 900,000 - 영국: 300만 - 독일: 150,000 - 호주: 210만 - 캐나다: 200만 - 뉴질랜드: 165,000 | 1억 100만     |
| 에미넴            | 미국           | 1996–현재 | 1999                   | 힙합                            | 총 공식 인증량: 8,920만 - 미국: 5,510만 - 일본: 260만[Notes] - 영국: 1,380만 - 독일: 340만 - 프랑스: 300만 - 호주: 440만 - 캐나다: 260만 - 브라질: 200,000 - 이탈리아: 165,000[Notes] - 스웨덴: 630,000 - 스페인: 290,000 - 멕시코: 305,000 - 스위스: 775,000 - 벨기에: 475,000 - 오스트리아: 350,000 - 폴란드: 180,000 - 아르헨티나: 118,000 - 핀란드: 124,547 - 아일랜드: 270,000[Notes] - 뉴질랜드: 510,000                                  | 1억           |
| 브리트니 스피어스 | 미국           | 1998–현재 | 1998                   | 팝 / 댄스 / 댄스 팝             | 총 공식 인증량: 7,600만 - 미국: 4,370만 - 일본: 190만[Notes] - 영국: 930만 - 독일: 500만 - 프랑스: 370만 - 호주: 310만 - 캐나다: 350만 - 브라질: 355,000 - 스웨덴: 100만 - 스페인: 990,000 - 멕시코: 975,000[Notes] - 스위스: 485,000 - 벨기에: 905,000 - 오스트리아: 365,000 - 폴란드: 200,000 - 아르헨티나: 280,000 - 핀란드: 143,627 - 뉴질랜드: 180,000[Notes]                                                                              | 1억           |
| 로드 스튜어트     | 영국           | 1964–현재 | 1969                   | 록 / 팝                         | 총 공식 인증량: 7,490만 - 미국: 4,360만 - 일본: 450,000[Notes] - 영국: 1,650만[Notes] - 독일: 380만[Notes] - 프랑스: 180만[Notes] - 호주: 190만[Notes] - 캐나다: 400만[Notes] - 브라질: 830,000[Notes] - 스웨덴: 440,000[Notes] - 스페인: 290,000[Notes] - 스위스: 100,000[Notes] - 오스트리아: 100,000[Notes] - 폴란드: 220,000[Notes] - 아르헨티나: 532,000[Notes] - IRE: 195,000[Notes] - 뉴질랜드: 152,500[Notes]                           | 1억           |
| 본 조비           | 미국           | 1983–현재 | 1983                   | 하드 록 / 글램 메탈             | 총 공식 인증량: 7,330만 - 미국: 4,340만 - 일본: 410만[Notes] - 영국: 780만 - 독일: 510만 - 프랑스: 825,000 - 호주: 230만[Notes] - 캐나다: 470만 - 브라질: 360,000[Notes] - 스웨덴: 365,000[Notes] - 스페인: 160만 - 스위스: 985,000[Notes] - 벨기에: 165,000[Notes] - 오스트리아: 655,000[Notes] - 폴란드: 110,000[Notes] - 아르헨티나: 428,000 - 핀란드: 422,500                                                                               | 1억           |
| 플리트우드 맥     | 영국 미국      | 1967–현재 | 1968                   | 록 / 팝                         | 총 공식 인증량: 7,240만 - 미국: 5,020만 - 영국: 1,170만[Notes] - 독일: 350만[Notes] - 프랑스: 800,000[Notes] - 호주: 230만[Notes] - 캐나다: 300만[Notes] - 스페인: 300,000[Notes] - 스위스: 100,000[Notes] - 벨기에: 100,000[Notes] - 뉴질랜드: 480,000[Notes] | 1억           |
| 백스트리트 보이즈 | 미국           | 1993–현재 | 1995                   | 팝                              | 총 공식 인증량: 7,010만 - 미국: 4,150만 - 일본: 500만[Notes] - 영국: 370만 - 독일: 700만 - 프랑스: 325,000 - 호주: 140만[Notes] - 캐나다: 340만 - 브라질: 160만 - 스웨덴: 655,000 - 스페인: 180만 - 멕시코: 140만[Notes] - 스위스: 415,000 - 벨기에: 425,000[Notes] - 오스트리아: 325,000 - 폴란드: 300,000 - 아르헨티나: 740,000 - 핀란드: 171,390                                                                                             | 1억           |
| 건즈 앤 로지즈    | 미국           | 1985–현재 | 1987                   | 하드 록 / 헤비 메탈             | 총 공식 인증량: 6,670만 - 미국: 4,850만 - 일본: 110만[Notes] - 영국: 500만 - 독일: 410만 - 프랑스: 100만 - 호주: 635,000[Notes] - 캐나다: 350만 - 브라질: 100,000[Notes] - 이탈리아: 250,000[Notes] - 스웨덴: 485,000 - 스페인: 450,000 - 스위스: 365,000[Notes] - 벨기에: 165,000[Notes] - 아르헨티나: 100만[Notes] - 아일랜드: 105,000[Notes]                                                                                                 | 1억           |
| 프린스            | 미국           | 1976–2016 | 1978                   | 펑크 / 알앤비 / 팝 / 소울 / 록  | 총 공식 인증량: 6,130만 - 미국: 4,890만 - 일본: 200,000[Notes] - 영국: 610만 - 독일: 170만 - 프랑스: 210만 - 호주: 245,000[Notes] - 캐나다: 100만 - 스웨덴: 100,000 - 스페인: 700,000[Notes] - 스위스: 225,000[Notes] - 오스트리아: 125,000[Notes] | 1억           |
| 케니 로저스       | 미국           | 1958–현재 | 1975                   | 컨트리 / 팝                     | 총 공식 인증량: 5,860만 - 미국: 5,150만 - 영국: 220만 - 캐나다: 460만 - 스페인: 100,000[Notes] | 1억           |
| 폴 매카트니       | 영국           | 1960–현재 | 1970                   | 록                              | 총 공식 인증량: 5,650만 - 미국: 3,940만 - 일본: 200,000[Notes] - 영국: 1,170만[Notes] - 독일: 150만[Notes] - 프랑스: 120만[Notes] - 캐나다: 190만[Notes] - 스페인:600,000[Notes] | 1억           |
| 자넷 잭슨         | 미국           | 1982–현재 | 1982                   | 알앤비 / 팝                     | 총 공식 인증량: 5,080만 - 미국: 3,970만 - 일본: 150만[Notes] - 영국: 430만 - 독일: 140만 - 프랑스: 160만 - 호주: 350,000[Notes] - 캐나다: 140만 - 스웨덴: 105,000[Notes] - 스페인: 150,000 - 스위스: 170,000[Notes] - 벨기에: 125,000[Notes] | 1억           |
| 시카고            | 미국           | 1967–현재 | 1969                   | 록 / 팝                         | 총 공식 인증량: 4,780만 - 미국: 4,410만 - 일본: 100,000[Notes] - 독일: 250,000[Notes] - 영국: 140만[Notes] - 프랑스: 100,000[Notes] - 캐나다: 180만 - 스페인: 100,000[Notes] | 1억           |
| 카펜터스          | 미국           | 1969–1983 | 1969                   | 팝                              | 총 공식 인증량: 4,580만 - 미국: 3,460만 - 일본: 280만[Notes] - 영국: 780만[Notes] - 독일: 250,000[Notes] - 캐나다: 275,000[Notes] - 브라질: 100,000[Notes] | 1억           |
| 밥 딜런           | 미국           | 1959–현재 | 1963                   | 포크 / 록                       | 총 공식 인증량: 4,320만 - 미국: 3,460만 - 영국: 530만[Notes] - 독일: 525,000[Notes] - 프랑스: 800,000[Notes] - 호주: 332,500[Notes] - 캐나다: 150만[Notes] - 스위스: 175,000[Notes] | 1억           |
| 조지 마이클       | 영국           | 1981–2016 | 1984                   | 팝                              | 총 공식 인증량: 4,300만 - 미국: 1,980만 - 일본: 100,000[Notes] - 영국: 1,210만 - 독일: 240만 - 프랑스: 320만 - 호주: 110만[Notes] - 캐나다: 170만 - 브라질: 325,000[Notes] - 스웨덴: 310,000[Notes] - 스페인: 850,000 - 스위스: 335,000[Notes] - 벨기에: 215,000[Notes] - 오스트리아: 140,000[Notes] - 폴란드: 320,000[Notes] - 아르헨티나: 126,000[Notes]                                                                                      | 1억           |
| 브라이언 아담스   | 캐나다         | 1979–현재 | 1979                   | 록                              | 총 공식 인증량: 4,220만 - 미국: 2,100만 - 일본: 500,000[Notes] - 영국: 820만 - 독일: 380만 - 프랑스: 650,000 - 호주: 575,000[Notes] - 캐나다: 500만 - 브라질: 100,000[Notes] - 스웨덴: 440,000[Notes] - 스페인: 450,000[Notes] - 스위스: 785,000[Notes] - 벨기에: 225,000[Notes] - 오스트리아: 375,000[Notes] - 핀란드: 183,444 | 1억           |
| 데프 레퍼드       | 영국           | 1977–현재 | 1979                   | 하드 록 / 헤비 메탈             | 총 공식 인증량: 4,110만 - 미국: 3,560만 - 일본: 200,000[Notes] - 영국: 160만 - 프랑스: 200,000 - 호주: 280,000 - 캐나다: 300만 - 스웨덴: 150,000[Notes] - 스위스: 125,000[Notes] | 1억           |
| 셰어              | 미국           | 1964–현재 | 1965                   | 팝 / 록 / 댄스 / 포크           | 총 공식 인증량: 3,930만 - 미국: 2,190만 - 일본: 100,000[Notes] - 영국: 580만[Notes] - 독일: 410만[Notes] - 프랑스: 150만[Notes] - 호주: 150만[Notes] - 캐나다: 130만[Notes] - 브라질: 150,000[Notes] - 이탈리아: 300,000[Notes] - 스웨덴: 850,000[Notes] - 스페인: 600,000[Notes] - 멕시코: 200,000[Notes] - 스위스: 295,000[Notes] - 벨기에: 275,000[Notes] - 오스트리아: 250,000[Notes] - 폴란드: 100,000[Notes] - 아르헨티나: 106,000[Notes] | 1억           |
| 라이어넬 리치     | 미국           | 1968–현재 | 1981                   | 팝 / 알앤비                     | 총 공식 인증량: 3,740만 - 미국: 2,660만 - 영국: 560만[Notes] - 독일: 100만[Notes] - 프랑스: 140만[Notes] - 호주: 120,000[Notes] - 캐나다: 230만[Notes] - 브라질: 100,000[Notes] - 스페인: 150,000 - 스위스: 145,000[Notes] | 1억           |
| 올리비아 뉴튼 존  | 오스트레일리아 | 1966–현재 | 1966                   | 팝                              | 총 공식 인증량: 3,470만 - 미국: 2,700만 - 일본: 100,000[Notes] - 영국: 390만[Notes] - 독일: 250,000[Notes] - 호주: 470,000[Notes] - 캐나다: 300만[Notes] | 1억           |
| 린다 론스태드     | 미국           | 1967–현재 | 1968                   | 록 / 포크 / 컨트리              | 총 공식 인증량: 3,250만 - 미국: 3,150만 - 영국: 435,000[Notes] - 프랑스: 100,000[Notes] - 캐나다: 500,000[Notes] | 1억           |
| 스티비 원더       | 미국           | 1961–현재 | 1962                   | 펑크 / 리듬 앤 블루스 / 소울    | 총 공식 인증량: 3,350만 - 미국: 2,160만 - 일본: 100만[Notes] - 영국: 730만[Notes] - 독일: 500,000[Notes] - 프랑스: 140만[Notes] - 캐나다: 150만 - 스페인: 250,000[Notes] | 1억           |
| 티나 터너         | 미국           | 1955–현재 | 1975                   | 록 / 팝                         | 총 공식 인증량: 3,180만 - 미국: 1,270만 - 영국: 790만 - 독일: 600만 - 프랑스: 110만 - 캐나다: 150만 - 스웨덴: 330,000[Notes] - 스페인: 700,000[Notes] - 스위스: 515,000[Notes] - 벨기에: 190,000[Notes] - 오스트리아: 530,000[Notes] - 폴란드: 120,000[Notes] - 핀란드: 241,954 | 1억           |
| 비치 보이스       | 미국           | 1961–현재 | 1962                   | 록 / 팝 / 서프 록               | 총 공식 인증량: 2,930만 - 미국: 2,560만 - 영국: 260만[Notes] - 독일: 250,000[Notes] - 프랑스: 400,000[Notes] - 호주: 177,500[Notes] - 캐나다: 100,000[Notes] - 스페인: 250,000[Notes] | 1억           |
| 키스              | 미국           | 1972–현재 | 1974                   | 하드 록 / 헤비 메탈             | 총 공식 인증량: 2,670만 - 미국: 2,500만 - 영국: 100,000 - 호주: 130,000[Notes] - 캐나다: 140만[Notes] - 아르헨티나: 112,000[Notes] | 1억           |
| 더 후             | 영국           | 1964–현재 | 1965                   | 록 / 하드 록                    | 총 공식 인증량: 2,500만 - 미국: 2,130만 - 영국: 310만[Notes] - 프랑스: 300,000[Notes] - 캐나다: 360,000[Notes] | 1억           |
| 조니 할리데이     | 프랑스         | 1957–2007 | 1960                   | 록 / 팝                         | 총 공식 인증량: 2,320만 - 프랑스: 2,260만[Notes] - 스위스: 243,000[Notes] - 벨기에: 400,000[Notes] | 1억           |
| 배리 화이트       | 미국           | 1972–2003 | 1973                   | 알앤비 / 소울                   | 총 공식 인증량: 2,290만 - 미국: 1,650만 - 영국: 480만[Notes] - 프랑스: 110만[Notes] - 캐나다: 150,000[Notes] - 스페인: 200,000[Notes] - 벨기에: 150,000[Notes] | 1억           |

### 8,000만에서 9,900만

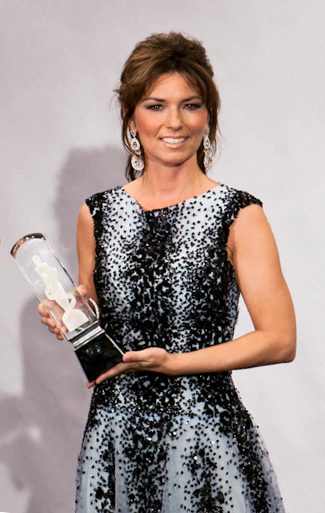
샤니아 트웨인
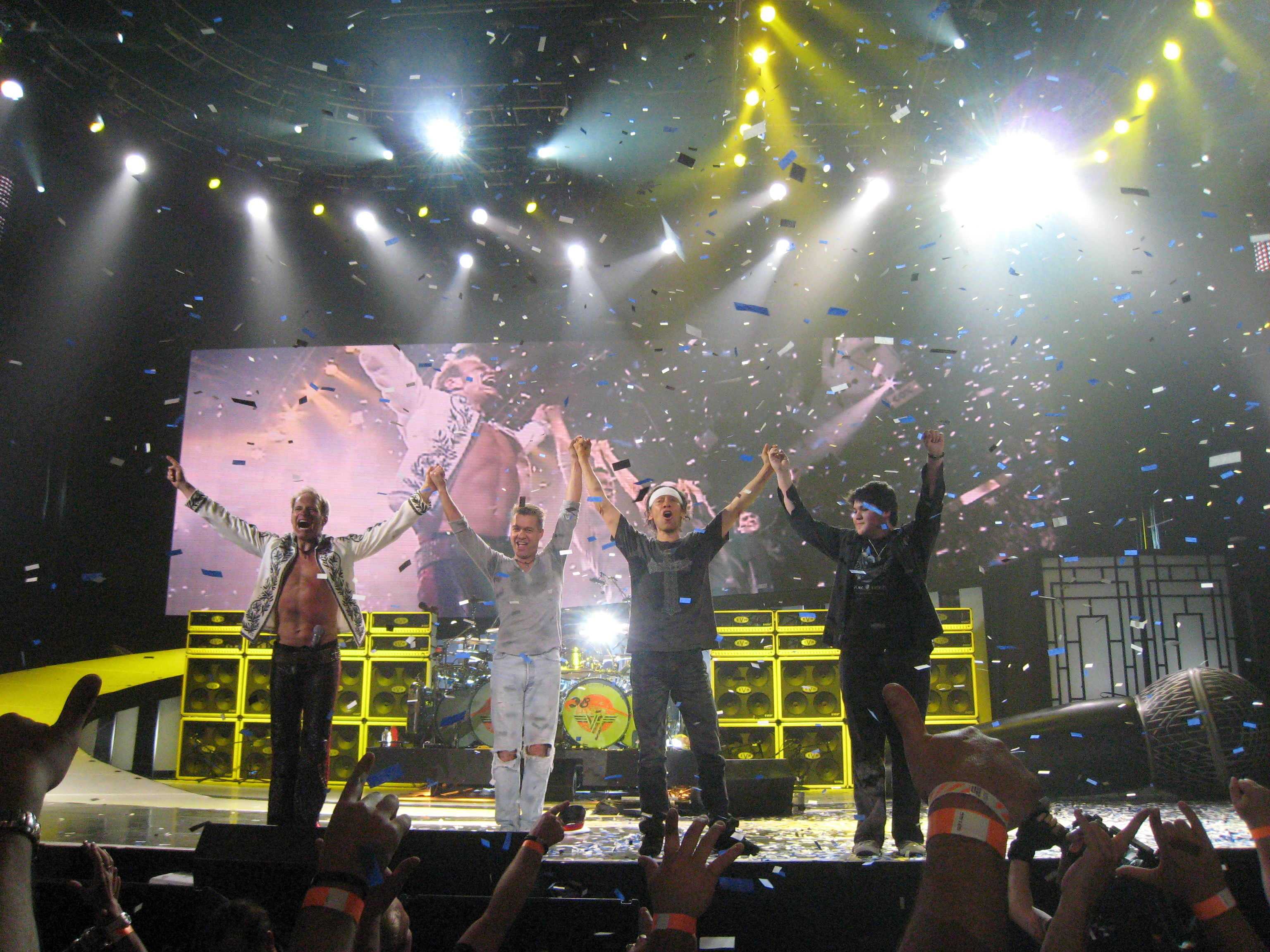
반 헤일런
레이디 가가
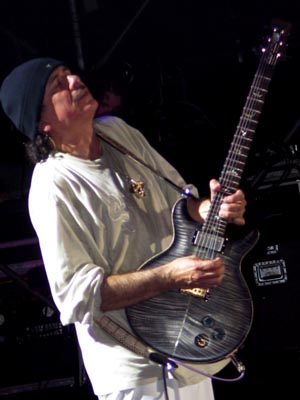
산타나
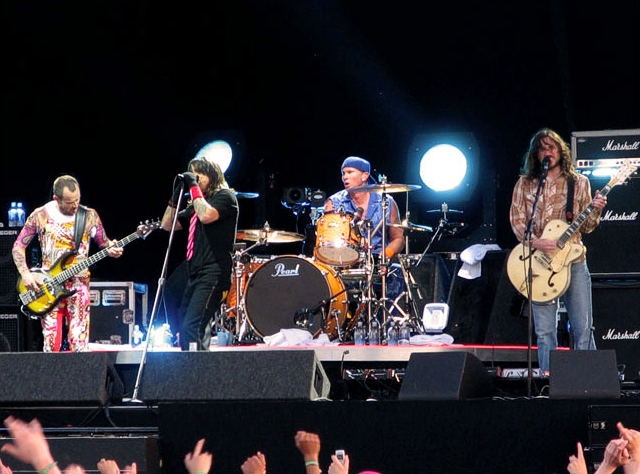
레드 핫 칠리 페퍼스
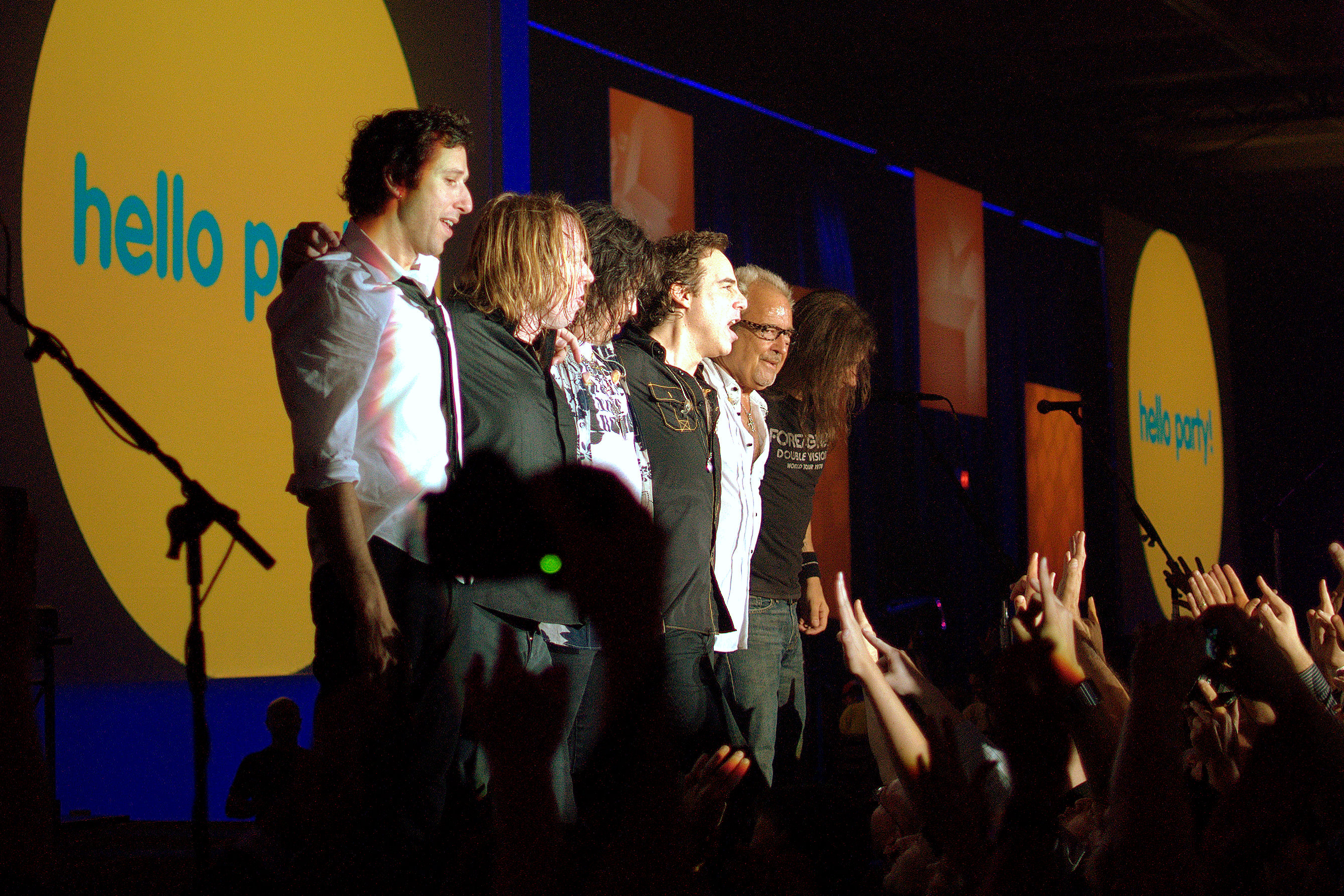
포리너

- 사실 여부와 편집의 높은 수준을 보장하기 위해, 이 목록의 판매량 수치는 MTV, VH1, 빌보드, 롤링 스톤 등 음악 관련 전문으로 높이 평가받고 있는 언론사를 출처로 쓰고 있다.
- 아래 표의 총 공식 인증량은 앨범, 싱글(디지털 다운로드 포함), 비디오량을 합친 값이다.
- 표안의 국가 순서는 "음반 시장 크기"가 기준이며, 상단일 수록 시장이 크고 하단일 수록 시장이 작다.[2][3]

| 음악가              | 국가      | 활동 시기 | 음반 차트 첫 진입 년도 | 장르                       | 음반 판매량 인증[Notes] | 알려진 판매량 |
| ------------------- | --------- | --------- | ---------------------- | -------------------------- | --- | ------------- |
| 산타나              | 미국      | 1966–현재 | 1969                   | 록                         | 총 공식 인증량: 6,040만 - 미국: 4,710만 - 일본: 400,000[Notes] - 영국: 250만[Notes] - 독일: 240만[Notes] - 프랑스: 350만[Notes] - 호주: 855,000[Notes] - 캐나다: 160만[Notes] - 브라질: 375,000[Notes] - 스웨덴: 125,000[Notes] - 스페인: 450,000[Notes] - 스위스: 275,000[Notes] - 벨기에: 190,000[Notes] - 오스트리아: 155,000[Notes] - 폴란드: 205,000[Notes] - 아르헨티나: 178,000[Notes] - 뉴질랜드: 105,000[Notes]                         | 9,000만       |
| 글로리아 에스테판   | 미국      | 1977–현재 | 1984                   | 라틴 / 댄스 / 팝           | 총 공식 인증량: 3,450만 - 미국: 2,500만 - 일본: 400,000[Notes] - 영국: 420만 - 독일: 250,000 - 프랑스: 325,000 - 캐나다: 750,000 - 스페인: 320만 - 아르헨티나: 388,000 | 9,000만       |
| R.E.M.              | 미국      | 1980–2011 | 1983                   | 얼터너티브 록              | 총 공식 인증량: 4,180만 - 미국: 2,110만 - 영국: 810만 - 독일: 420만 - 프랑스: 120만 - 호주: 680,000[Notes] - 캐나다: 260만 - 브라질: 100,000[Notes] - 이탈리아: 150,000[Notes] - 스웨덴: 500,000[Notes] - 스페인: 110만 - 스위스: 395,000[Notes] - 벨기에: 150,000[Notes] - 오스트리아: 370,000[Notes] - 아르헨티나: 116,000 - 아일랜드: 127,500[Notes]                                                                                          | 8,500만       |
| 샤니아 트웨인       | 캐나다    | 1993–현재 | 1993                   | 컨트리 팝                  | 총 공식 인증량: 7,230만 - 미국: 5,210만 - 일본: 300,000[Notes] - 영국: 650만 - 독일: 170만 - 프랑스: 975,000 - 호주: 200만[Notes] - 캐나다: 680만 - 브라질: 375,000 - 스웨덴: 330,000 - 스위스: 310,000 - 벨기에: 250,000[Notes] - 오스트리아: 110,000 - 스페인: 100,000 - 아르헨티나: 136,000 - 뉴질랜드: 357,500[Notes] | 8,000만       |
| B'z                 | 일본      | 1988–현재 | 1988                   | 록 / 팝 록 / 하드 록       | 총 공식 인증량: 7,180만 - 일본: 7,180만[Notes] | 8,000만       |
| 반 헤일런           | 미국      | 1978–현재 | 1978                   | 하드 록 / 헤비 메탈        | 총 공식 인증량: 6,370만 - 미국: 5,780만 - 일본: 900,000[Notes] - 영국: 540,000 - 독일: 150만 - 프랑스: 400,000 - 캐나다: 240만 - 브라질: 200,000[Notes] | 8,000만       |
| 레이디 가가         | 미국      | 2005–현재 | 2008                   | 팝 / 댄스 / 일렉트로닉/ 록 | 총 공식 인증량: 6,080만 - 미국: 3,450만 - 일본: 500만 - 영국: 860만 - 독일: 290만 - 프랑스: 140만 - 호주: 260만 - 캐나다: 220만 - 브라질: 310,000 - 이탈리아: 650,000[Notes] - 스웨덴: 580,000 - 스페인: 410,000 - 멕시코: 270,000 - 스위스: 415,000 - 벨기에: 270,000 - 오스트리아: 182,500 - 폴란드: 130,000 - 아일랜드: 165,000 - 뉴질랜드: 217,500                                                                                           | 8,000만       |
| 레드 핫 칠리 페퍼스 | 미국      | 1983–현재 | 1987                   | 펑크 록 / 얼터너티브 록    | 총 공식 인증량: 5,130만 - 미국: 3,020만 - 일본: 250만[Notes] - 영국: 710만 - 독일: 240만 - 프랑스: 140만 - 호주: 230만[Notes] - 캐나다: 190만 - 브라질: 490,000[Notes] - 이탈리아: 150,000[Notes] - 스웨덴: 390,000[Notes] - 스페인: 640,000 - 멕시코: 150,000[Notes] - 스위스: 355,000[Notes] - 벨기에: 170,000[Notes] - 오스트리아: 145,000[Notes] - 폴란드: 225,000[Notes] - 아르헨티나: 422,000 - 핀란드: 171,951 - 뉴질랜드: 225,000[Notes] | 8,000만       |
| 포리너              | 미국 영국 | 1976–현재 | 1977                   | 록 / 하드 록               | 총 공식 인증량: 4,540만 - 미국: 4,150만 - 영국: 120만 - 독일: 150만 - 프랑스: 300,000 - 호주: 105,000[Notes] - 캐나다: 700,000 - 스위스: 125,000[Notes] | 8,000만       |
| 도어즈              | 미국      | 1965–1973 | 1967                   | 록                         | 총 공식 인증량: 4,460만 - 미국: 3,510만 - 영국: 180만[Notes] - 독일: 170만[Notes] - 프랑스: 190만[Notes] - 호주: 952,500[Notes] - 캐나다: 260만[Notes] - 스페인: 300,000[Notes] - 스위스: 100,000[Notes] - 아르헨티나: 218,000 | 8,000만       |
| 레바 매킨타이어     | 미국      | 1975–현재 | 1987                   | 컨트리 / 컨트리 팝         | 총 공식 인증량: 4,220만 - 미국: 4,140만 - 캐나다: 850,000 | 8,000만       |
| 미트 로프           | 미국      | 1968–현재 | 1977                   | 하드 록                    | 총 공식 인증량: 3,970만 - 미국: 2,360만 - 영국: 850만 - 독일: 230만 - 호주: 180만[Notes] - 캐나다: 320만 - 스웨덴: 100,000[Notes] - 스위스: 115,000[Notes] - 오스트리아: 100,000[Notes] | 8,000만       |
| 베리 매닐로우       | 미국      | 1973–현재 | 1973                   | 팝 / 소프트 록             | 총 공식 인증량: 3,680만 - 미국: 3,330만 - 영국: 310만 - 캐나다: 400,000[Notes] | 8,000만       |
| 톰 페티             | 미국      | 1976–현재 | 1977                   | 록                         | 총 공식 인증량: 3,130만 - 미국: 2,820만 - 영국: 760,000 - 독일: 500,000 - 캐나다: 170만 - 스웨덴: 200,000[Notes] | 8,000만       |
| 뉴키즈 온 더 블록   | 미국      | 1984–현재 | 1986                   | 틴 팝                      | 총 공식 인증량: 3,020만 - 미국: 2,360만 - 영국: 170만 - 독일: 825,000 - 프랑스: 625,000 - 캐나다: 280만 - 브라질: 200,000[Notes] - 스페인: 250,000 - 오스트리아: 100,000[Notes] - 핀란드: 148,552 | 8,000만       |

### 7,500만에서 7,900만

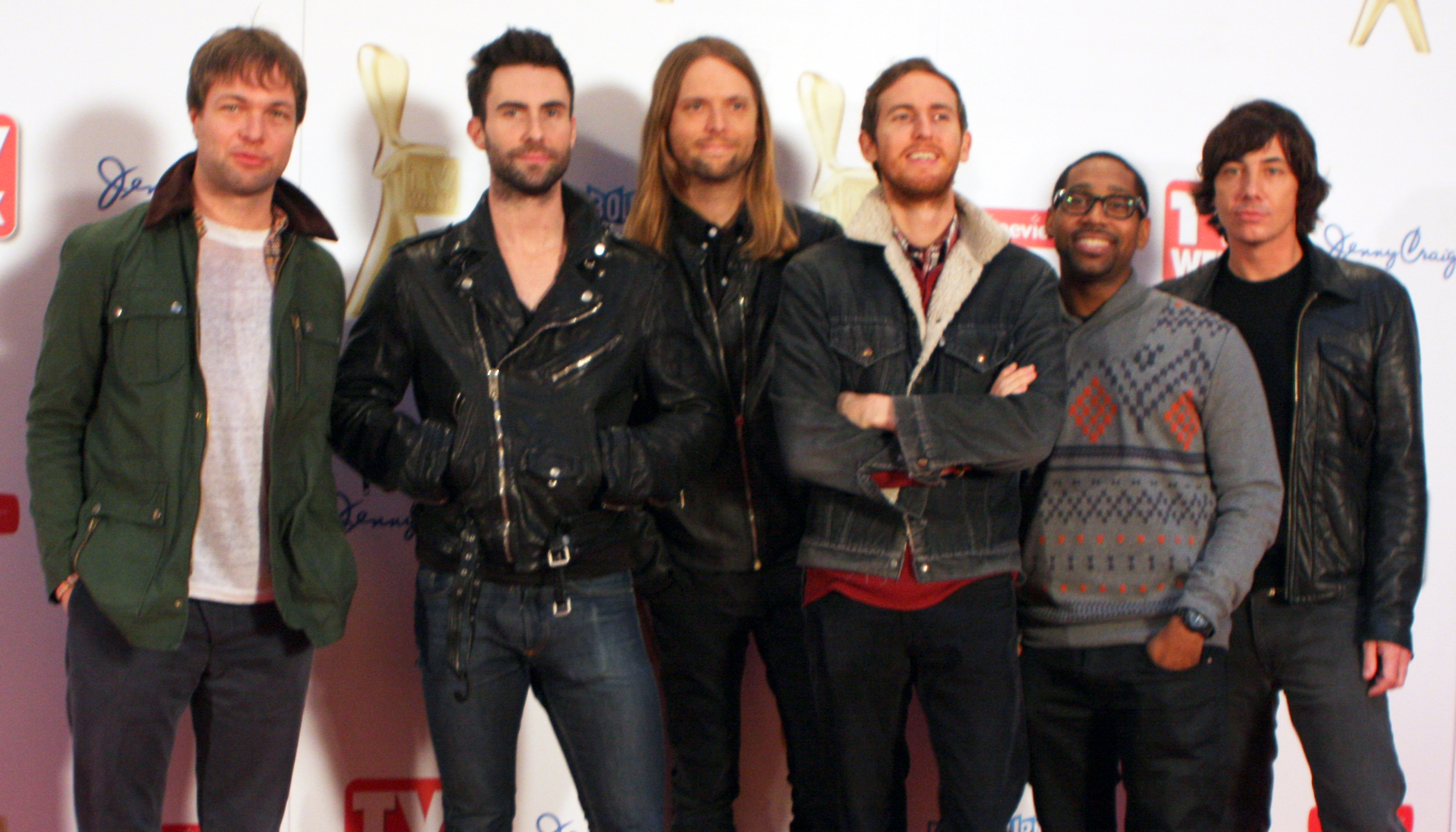
마룬 5
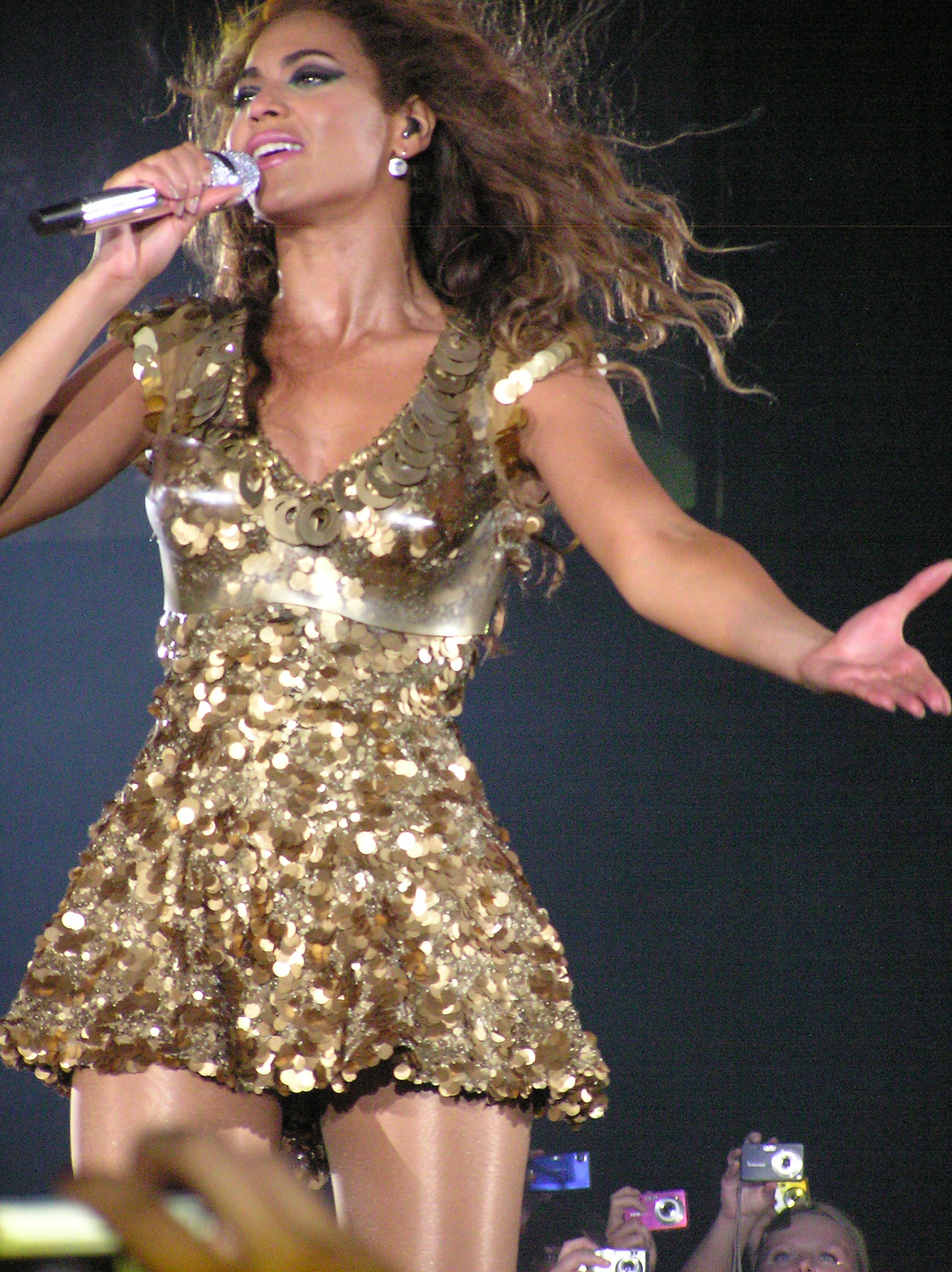
비욘세
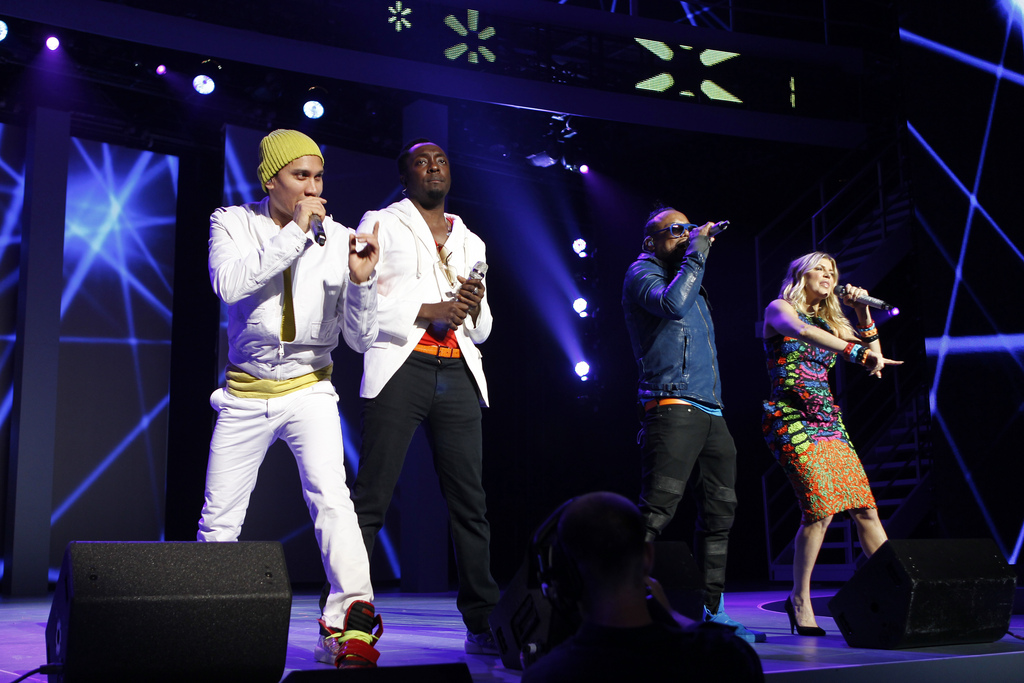
블랙 아이드 피스
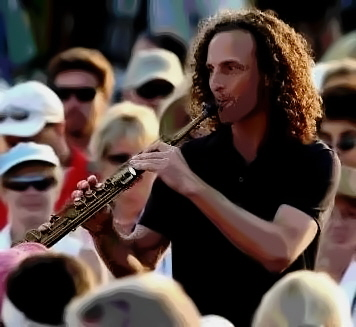
케니 지
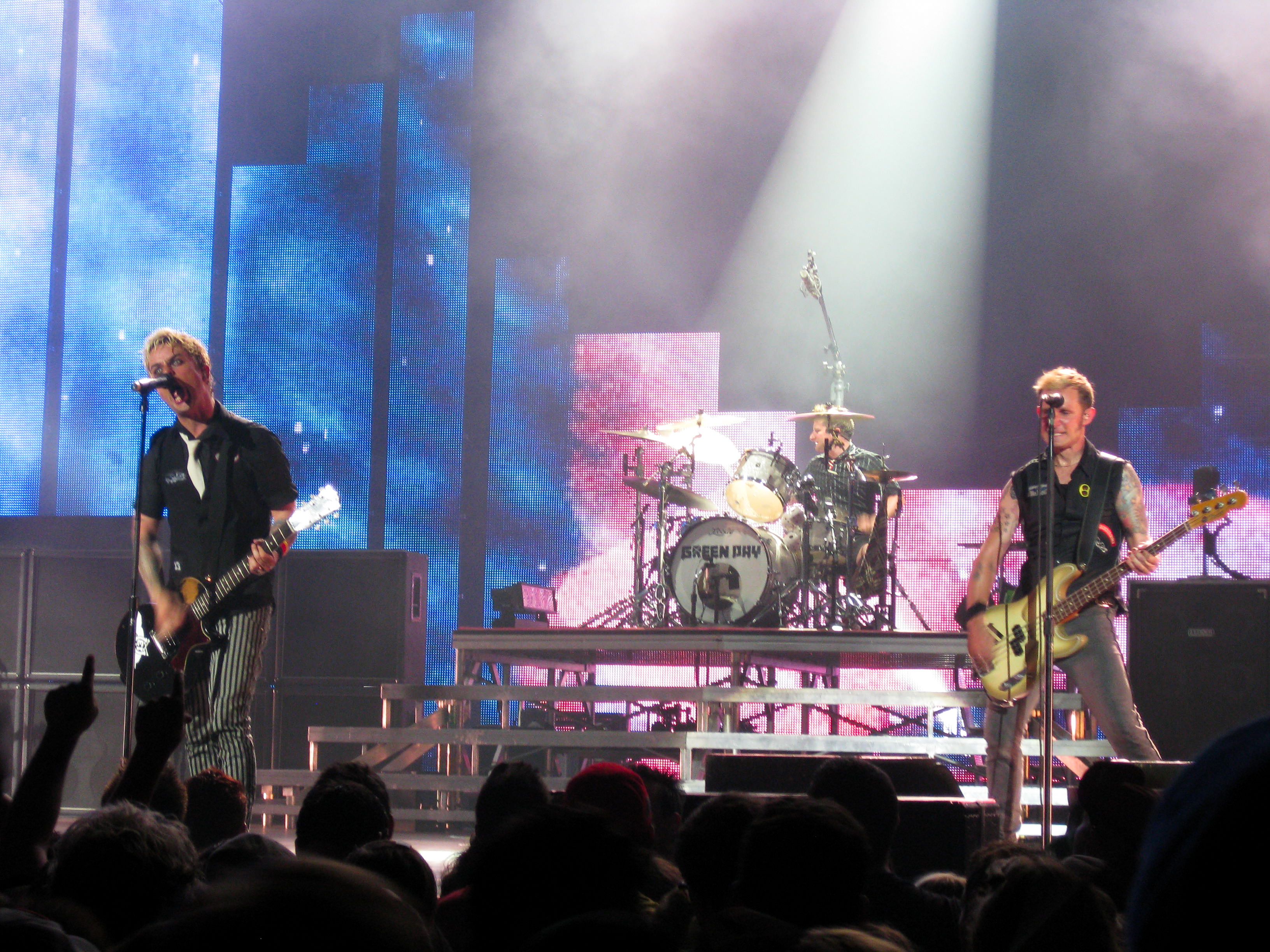
그린 데이
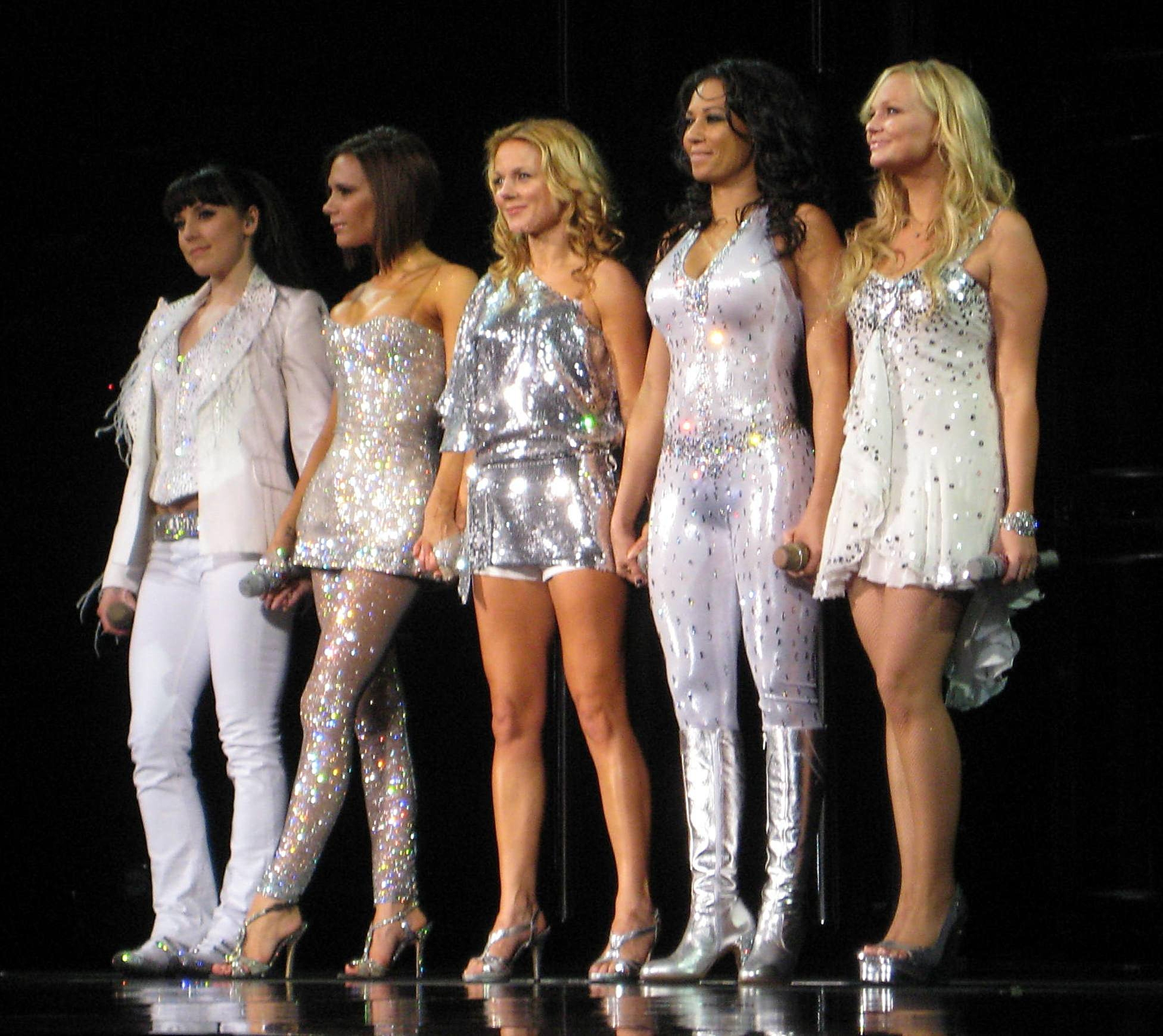
스파이스 걸스

- 사실 여부와 편집의 높은 수준을 보장하기 위해, 이 목록의 판매량 수치는 MTV, VH1, 빌보드, 롤링 스톤 등 음악 관련 전문으로 높이 평가받고 있는 언론사를 출처로 쓰고 있다.
- 아래 표의 총 공식 인증량은 앨범, 싱글(디지털 다운로드 포함), 비디오량을 합친 값이다.
- 표안의 국가 순서는 "음반 시장 크기"가 기준이며, 상단일 수록 시장이 크고 하단일 수록 시장이 작다.[2][3]

| 음악가           | 국가     | 활동 시기           | 음반 차트 첫 진입 년도 | 장르                         | 음반 판매량 인증[Notes] | 알려진 판매량 |
| ---------------- | -------- | ------------------- | ---------------------- | ---------------------------- | --- | ------------- |
| 마룬 5           | 미국     | 1994–현재           | 2002                   | 팝 록, 팝, 훵크 록           | | 7,500만       |
| 블랙 아이드 피스 | 미국     | 1995–현재           | 1998                   | 힙합 / 알앤비 / 댄스         | 총 공식 인증량: 5,300만 - 미국: 2,940만 - 일본: 110만[Notes] - 영국: 920만 - 독일: 220만 - 프랑스: 260만 - 호주: 310만 - 캐나다: 270만 - 브라질: 265,000 - 이탈리아: 245,000[Notes] - 스웨덴: 300,000 - 스페인: 460,000[Notes] - 멕시코: 140,000[Notes] - 스위스: 460,000 - 벨기에: 460,000 - 아일랜드: 135,000[Notes] - 뉴질랜드: 302,500                             | 7,600만       |
| 저니             | 미국     | 1973–현재           | 1975                   | 록 / 소프트 록               | 총 공식 인증량: 6,030만 - 미국: 5,870만 - 일본: 200,000[Notes] - 영국: 760,000 - 캐나다: 725,000 | 7,500만       |
| 비욘세           | 미국     | 2003–현재           | 2003                   | 알앤비 / 팝                  | 총 공식 인증량: 5,580만 - 미국: 3,860만 - 일본: 170만[Notes] - 영국: 840만 - 독일: 110만 - 프랑스: 502,500 - 호주: 250만 - 캐나다: 110만 - 브라질: 390,000 - 이탈리아: 125,000[Notes] - 스페인: 990,000[Notes] - 스위스: 155,000 - 벨기에: 115,000 - 뉴질랜드: 155,000[Notes]                                                                                          | 7,500만       |
| 케니 지          | 미국     | 1982–현재           | 1984                   | 스무스 재즈                  | 총 공식 인증량: 5,200만 - 미국: 4,810만 - 일본: 800,000[Notes] - 영국: 300,000 - 캐나다: 950,000 - 브라질: 140만[Notes] - 스페인: 450,000 | 7,500만       |
| 엔야             | 아일랜드 | 1982–현재           | 1987                   | 뉴에이지 / 켈틱              | 총 공식 인증량: 4,810만 - 미국: 2,650만 - 일본: 450만[Notes] - 영국: 510만 - 독일: 400만 - 프랑스: 775,000 - 호주: 525,000[Notes] - 캐나다: 150만 - 브라질: 160만[Notes] - 스웨덴: 390,000 - 스페인: 170만 - 스위스: 360,000[Notes] - 벨기에: 445,000[Notes] - 오스트리아: 185,000[Notes] - 폴란드: 120,000[Notes] - 아르헨티나: 440,000                               | 7,500만       |
| 앨라배마         | 미국     | 1972–현재           | 1980                   | 컨트리 / 팝 록               | 총 공식 인증량: 4,750만 - 미국: 4,630만 - 캐나다: 120만 | 7,500만       |
| 그린 데이        | 미국     | 1987–현재           | 1994                   | 펑크 록 / 얼터너티브 록      | 총 공식 인증량: 4,520만 - 미국: 2,910만 - 일본: 200만 - 영국: 600만 - 독일: 170만 - 프랑스: 500,000 - 호주: 170만[Notes] - 캐나다: 240만 - 브라질: 455,000 - 이탈리아: 200,000[Notes] - 스페인: 250,000 - 멕시코: 150,000[Notes] - 스위스: 120,000 - 오스트리아: 175,000 - 아르헨티나: 246,000 - 아일랜드: 270,000[Notes]                                              | 7,500만       |
| 투팍             | 미국     | 1988–1996           | 1991                   | 힙합                         | 총 공식 인증량: 4,290만 - 미국: 3,920만 - 영국: 210만 - 독일: 500,000 - 호주: 360,000[Notes] - 캐나다: 820,000 | 7,500만       |
| 너바나           | 미국     | 1987–1994           | 1989                   | 그런지 / 얼터너티브 록       | 총 공식 인증량: 4,250만 - 미국: 2,650만 - 일본: 130만[Notes] - 영국: 400만 - 독일: 120만 - 프랑스: 250만 - 호주: 837,500[Notes] - 캐나다: 290만 - 브라질: 725,000[Notes] - 이탈리아: 175,000[Notes] - 스웨덴: 380,000 - 스페인: 450,000 - 스위스: 190,000 - 벨기에: 350,000[Notes] - 오스트리아: 230,000[Notes] - 폴란드: 300,000[Notes] - 아르헨티나: 538,000         | 7,500만       |
| 스파이스 걸스    | 영국     | 1996–2000 2007–2008 | 1996                   | 팝 / 댄스 팝                 | 총 공식 인증량: 4,060만 - 미국: 1,420만 - 일본: 950,000[Notes] - 영국: 1,180만 - 독일: 210만 - 프랑스: 370만 - 호주: 130만[Notes] - 캐나다: 250만 - 브라질: 880,000 - 스웨덴: 420,000 - 스페인: 120만 - 멕시코: 200,000[Notes] - 스위스: 300,000 - 벨기에: 425,000 - 오스트리아: 125,000 - 폴란드: 400,000 - 핀란드: 168,551                                           | 7,500만       |
| 샤키라           | 콜롬비아 | 1990–현재           | 1996                   | 라틴 / 팝 록 / 알앤비        | 총 공식 인증량: 3,930만 - 미국: 1,730만 - 영국: 370만 - 독일: 420만 - 프랑스: 340만 - 호주: 952,500 - 캐나다: 780,000 - 브라질: 460,000 - 이탈리아: 300,000[Notes] - 스웨덴: 630,000 - 스페인: 240만 - 멕시코: 270만[Notes] - 스위스: 690,000 - 벨기에: 440,000 - 오스트리아: 345,000 - 폴란드: 155,000 - 아르헨티나: 776,000 - 핀란드: 123,950                        | 7,500만       |
| 안드레아 보첼리  | 이탈리아 | 1994–현재           | 1994                   | 팝 / 클래식 / 오페라         | 총 공식 인증량: 3,670만 - 미국: 1,610만 - 영국: 410만 - 독일: 600만 - 프랑스: 210만 - 호주: 100만[Notes] - 캐나다: 260만 - 브라질: 840,000 - 이탈리아: 460,000[Notes] - 스웨덴: 290,000 - 스페인: 540,000 - 스위스: 980,000 - 벨기에: 265,000[Notes] - 오스트리아: 270,000 - 폴란드: 400,000[Notes] - 아르헨티나: 576,000 - 핀란드: 126,304 - 뉴질랜드: 160,000[Notes] | 7,500만       |
| 밥 말리          | 자메이카 | 1962–1981           | 1975                   | 레게                         | 총 공식 인증량: 3,010만 - 미국: 1,680만 - 일본: 200,000[Notes] - 영국: 460만 - 독일: 170만 - 프랑스: 440만 - 캐나다: 600,000 - 브라질: 110,000[Notes] - 이탈리아: 100,000[Notes] - 스웨덴: 120,000[Notes] - 스페인: 450,000[Notes] - 스위스: 278,000[Notes] - 오스트리아: 125,000[Notes] - 아르헨티나: 414,000[Notes] - 뉴질랜드: 277,500                              | 7,500만       |
| 머틀리 크루      | 미국     | 1981–현재           | 1983                   | 글램 메탈                    | 총 공식 인증량: 2,700만 - 미국: 2,530만 - 일본: 200,000[Notes] - 영국: 160,000 - 캐나다: 140만 | 7,500만       |
| 디페쉬 모드      | 영국     | 1980–현재           | 1981                   | 신스 록 / 일렉트로닉         | 총 공식 인증량: 2,600만 - 미국: 1,240만 - 영국: 270만 - 독일: 590만 - 프랑스: 230만 - 캐나다: 600,000 - 이탈리아: 370,000[Notes] - 스웨덴: 380,000[Notes] - 스페인: 615,000 - 멕시코: 100,000[Notes] - 스위스: 213,000[Notes] - 벨기에: 145,000[Notes] - 오스트리아: 102,500[Notes] - 폴란드: 190,000[Notes]                                                           | 7,500만       |
| 아레사 프랭클린  | 미국     | 1956–현재           | 1961                   | 소울 / 재즈 / 블루스/ 알앤비 | 총 공식 인증량: 2,450만 - 미국: 2,350만 - 영국: 640,000[Notes] - 프랑스: 275,000[Notes] - 캐나다: 150,000[Notes] | 7,500만       |
| 스콜피언스       | 독일     | 1969–현재           | 1978                   | 하드 록                      | 총 공식 인증량: 1,870만 - 미국: 1,110만 - 영국: 260,000 - 독일: 340만 - 프랑스: 230만 - 캐나다: 805,000 - 브라질: 100,000[Notes] - 스페인: 200,000[Notes] - 스위스: 225,000 - 오스트리아: 100,000[Notes] - 핀란드: 217,793 | 7,500만       |

## 비고
비고^ 
인증 제도는 지난 반세기에 걸쳐 정기적으로 생겨났기 때문에 인증 데이터베이스는 모든 판매량을 포함 할 수 없다. 인증 기관이 설립되기 전에 발매된 음반 판매량은 인증 데이터베이스에서 찾지 못 할 수도 있다. 다음은 인증 기관이 설립된 년도이다("시장 크기"를 순서대로 서술한 것이며, 하단일 수록 시장이 작다).
- 미국: 1958[306]

- 일본:1989:[307] (온라인 골드/플래티넘 인증은 1994년부터 적용했다.[6] 밀리언 인증은 1989년 이후 발매된 음반에 적용한다.[70])

- 영국: 1973[8]

- 독일: 1975[9]

- 프랑스: 1973[308]

- 오스트레일리아: 1997[13] (온라인 인증 데이터베이스는 1997년 이후 인증부터 적용된다. 오스트레일리아 인증 제도는 1970년대부터 있었다.)

- 캐나다: 1975[309]

- 브라질: 1990[310]

- 이탈리아: 2010[16] (온라인 인증 데이터베이스는 2010년 이후 인증부터 적용된다. 이탈리아 인증 제도는 1990년대부터 있었다.)

- 네덜란드: 1978[311]

- 스웨덴: 1987[17]

- 스페인: 1979[35]

- 멕시코: 1999[107]

- 스위스: 1989[312]

- 벨기에: 1997[313]

- 오스트리아: 1990[23]

- 폴란드: 1995[24]

- 아르헨티나: 1980[314]

- 핀란드: 1971[315]

- 아일랜드: 2005[116]

- 뉴질랜드: 1999[26]

음반 가게는 일반적으로 판매할 수 있는 것보다 더 많은 주문을 하는데, 출하량을 기반으로 하는 인증같은 경우 실제 판매량보다 더 클 수도 있다. 인증을 얻기 위해서는 레코드 레이블 회사가 인증 기관에 판매량을 증명해야되는데, 증명하지 않은 경우 인증보다 실제 판매량이 큰 경우가 있다. 음반 회사가 더 높은 단계의 멀티플 인증을 신청한다는 것은 짧은 시간안에 음반이 더 높은 단계 인증이 데이터베이스에 기록되지 않았다는 것을 의미한다. 1999년에서 2000년부터 시작된 음악 불법복제로 세계 음악 시장이 급감했고, 이에 따라 인증기관은 인증기준을 낮추는 것을 선택했다. 다음 목록은 인증기준이 변한 것을 보여주는 목록이다.
- 미국[319] (참고:1989년 이전 미국 싱글 인증 기준은 골드=1,000,000 그리고 플래티넘=2,000,000이었다.[320] 1996년 9월 이후 미국의 짧은 음반 인증기준은 골드=250,000 그리고 플래티넘=500,000이다.[321])

- 일본[322]

- 영국[323]

- 독일[324]

- 프랑스[11][325][326][327]

- 캐나다[328] (Canadian certification-award-levels for singles before February 1982 were: Gold=75,000 and Platinum=150,000[329])

- 브라질[330][331]

- 이탈리아[16][332][333]

- 네덜란드[334]

- 스웨덴[335]

- 스페인[336][337]

- 멕시코[338][339]

- 스위스[312]

- 벨기에[340][341]

- 오스트리아:[340][342][343][343]

- 폴란드[344][345]

- 아르헨티나[314]

- 핀란드[315]

## 같이 보기
- 가장 많이 팔린 음반 목록